# Nova Iorque
Nova Iorque (também referida como Nova York), oficialmente Cidade de Nova Iorque (em inglês:  New York City – NYC), é a cidade mais populosa dos Estados Unidos. Sua região metropolitana é uma das áreas metropolitanas mais populosas do mundo e é também a terceira cidade mais populosa da América, atrás de São Paulo e da Cidade do México. Localizada no estado homônimo, a cidade de Nova Iorque exerce um impacto significativo sobre o comércio, finanças, mídia, arte, moda, pesquisa, tecnologia, educação e entretenimento em todo o mundo.
Nova Iorque abriga a sede da Organização das Nações Unidas (ONU), sendo um importante centro para assuntos internacionais e amplamente considerada como a capital cultural do mundo. Localizada em um dos maiores portos naturais do mundo, a cidade é composta por cinco boroughs: Bronx, Brooklyn, Manhattan, Queens e Staten Island. Com uma população superior a 8,8 milhões de habitantes, distribuídos numa área de terra de apenas 778 km², Nova Iorque é a grande cidade mais densamente povoada dos Estados Unidos e a segunda localidade mais densamente povoada do estado de Nova Iorque. Com cerca de 800 idiomas diferentes falados em seu território, Nova Iorque é a cidade com a maior diversidade linguística do mundo. A população da Região Metropolitana de Nova Iorque é a maior dos Estados Unidos, estimada em cerca de 18,9 milhões de pessoas distribuídas em cerca de 17 400 km².
Nova Iorque tem suas raízes na sua fundação em 1624 como um posto de comércio por colonos neerlandeses, sendo nomeada Nova Amsterdã, em 1626. A cidade e seus arredores foram tomadas pelo Reino da Inglaterra em 1664, passando a fazer parte do Império Britânico, e sendo seu nome alterado para Nova Iorque, depois que o Rei Carlos II da Inglaterra concedeu as terras para seu irmão, o então Duque de Iorque (futuro Rei Jaime II da Inglaterra). Nova Iorque serviu como a capital dos Estados Unidos de 1785 até 1790, sendo a maior cidade do país desde 1790. A Estátua da Liberdade recebeu milhões de imigrantes que vieram para a América de navio no final do século XIX e início do século XX. A cidade é geralmente considerada um dos mais importantes centros da diplomacia mundial. Juntamente com Genebra (CICV e sede europeia da ONU), Basileia (Banco de Assentamentos Internacionais) e Estrasburgo (Conselho da Europa), Nova Iorque é uma das poucas cidades do mundo que serve de sede a uma das mais importantes organizações internacionais, sem ser a capital de um país.
Muitos distritos e pontos turísticos de Nova Iorque se tornaram bem conhecidos graças aos seus quase 50 milhões de visitantes anuais. A Times Square, batizada de "a encruzilhada do mundo", é a região iluminada onde se concentram os famosos teatros da Broadway, sendo um dos cruzamentos de pedestres mais movimentados do mundo e um importante centro da indústria do entretenimento mundial. A cidade abriga algumas das pontes, arranha-céus e parques de maior renome no mundo. O distrito financeiro de Nova Iorque, ancorado por Wall Street em Lower Manhattan, atua como um dos maiores centros financeiros do mundo, e é o lar da Bolsa de Valores de Nova Iorque, a maior bolsa de valores do planeta pelo total de capitalização de mercado de suas empresas listadas. O mercado imobiliário de Manhattan está entre os mais valorizados e caros do mundo. A Chinatown de Manhattan incorpora a maior concentração de chineses do Ocidente. Ao contrário da maioria dos sistemas de metrô do mundo, o Metropolitano de Nova Iorque é projetado para fornecer o serviço 24 horas por dia, 7 dias por semana. Inúmeros colégios e universidades estão localizados na cidade, incluindo a Universidade Columbia, a Universidade de Nova Iorque e a Universidade Rockefeller, que estão classificadas entre as cem melhores do mundo.

## Etimologia
Em 1664, a cidade foi denominada em honra do Duque de Iorque, que viria a se tornar o rei Jaime II da Inglaterra. O irmão mais velho de Jaime, o rei Carlos II, indicara o Duque de York como proprietário do antigo território dos Novos Países Baixos, incluindo a cidade de Nova Amsterdam, que a Inglaterra havia recentemente tomado aos Países Baixos.

## História

### Primeiros povos e colonização europeia

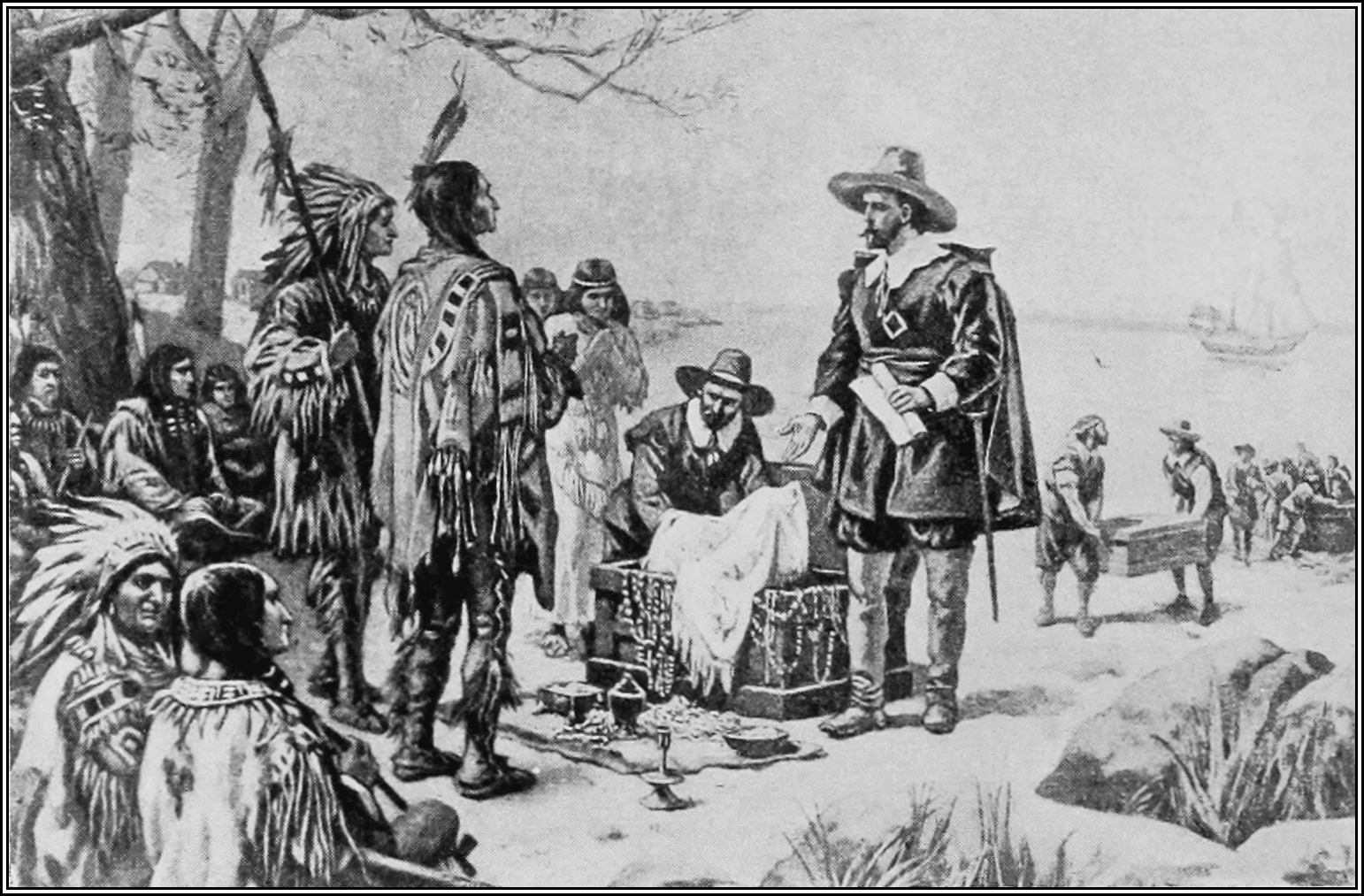
Peter Minuit, creditado como responsável pela compra da ilha de Manhattan em 1626

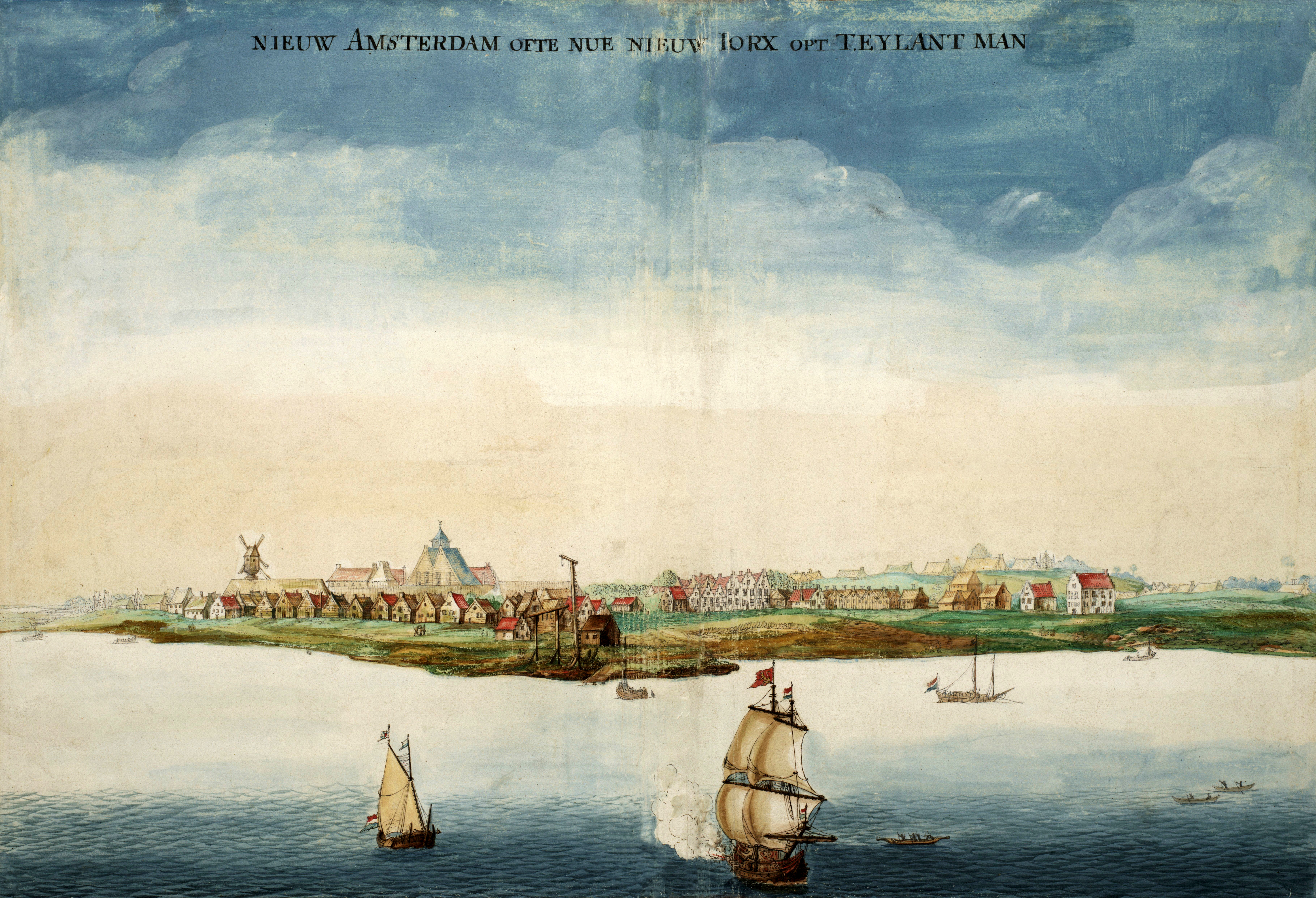
Lower Manhattan, em 1664, quando fazia parte de Nova Amsterdã

A região era habitada por nativos norte-americanos das tribos lenapes no momento da sua descoberta europeia, em 1524, por Giovanni da Verrazano, um explorador florentino a serviço da coroa francesa, que chamou de "Nouvelle Angoulême" (Nova Angoulême).
O assentamento europeu começou com a fundação de uma colônia holandesa de comércio de peles, que mais tarde seria chamada "Nieuw Amsterdam" (Nova Amsterdã), na ponta sul de Manhattan em 1614. O diretor-geral colonial holandês Peter Minuit comprou a ilha de Manhattan dos lenapes em 1626 pelo valor de 60 florins, (cerca de mil dólares em 2006); uma outra lenda diz que Manhattan foi comprada por 24 dólares no valor de contas de vidro.
Os primeiros moradores de Nova Iorque foram 23 judeus de origem portuguesa que chegaram em 7 de setembro de 1654 na Nova Amsterdã, um entreposto da Companhia Holandesa das Índias Ocidentais, fugindo da Inquisição no Recife. Das 16 naus que partiram às pressas do Recife, uma foi saqueada na Jamaica e 23 judeus viajaram até à ilha de Manhattan, sem bens, onde estabeleceram residência e trabalharam no comércio.
Em 1664, a cidade foi entregue para os ingleses e rebatizada para "New York" (Nova Iorque) pelo Duque de York e Albany. No final da Guerra Anglo-Holandesa, os holandeses ganharam o controle da ilha de Run (então um ativo muito mais valioso) em troca do controle inglês sob Nova Amsterdã (Nova Iorque), na América do Norte. Várias guerras intertribais entre os nativos americanos e algumas epidemias ocasionadas pela chegada dos europeus provocaram perdas consideráveis para a população lenape entre os anos de 1660 e 1670. Em 1700, a população lenape tinha diminuído para apenas 200 membros. Em 1702, a cidade perdeu 10% de sua população para a febre amarela. Nova Iorque sofreu nada menos que sete importantes epidemias de febre amarela no período ente 1702 e 1800.
Nova Iorque cresceu em importância como porto comercial enquanto esteve sob o domínio britânico. A cidade sediou o influente julgamento de John Peter Zenger em 1735, ajudando a estabelecer a liberdade de imprensa na América do Norte. Em 1754, a Universidade Colúmbia foi fundada em navios fretados por Jorge II da Grã-Bretanha como Faculdade do Rei em Lower Manhattan. O Stamp Act Congress se reuniu em Nova Iorque em outubro de 1765, assim como os Filhos da Liberdade se organizaram na cidade, escaramuçando durante os dez anos seguintes com as tropas britânicas estacionadas no país.

### Revolução Americana

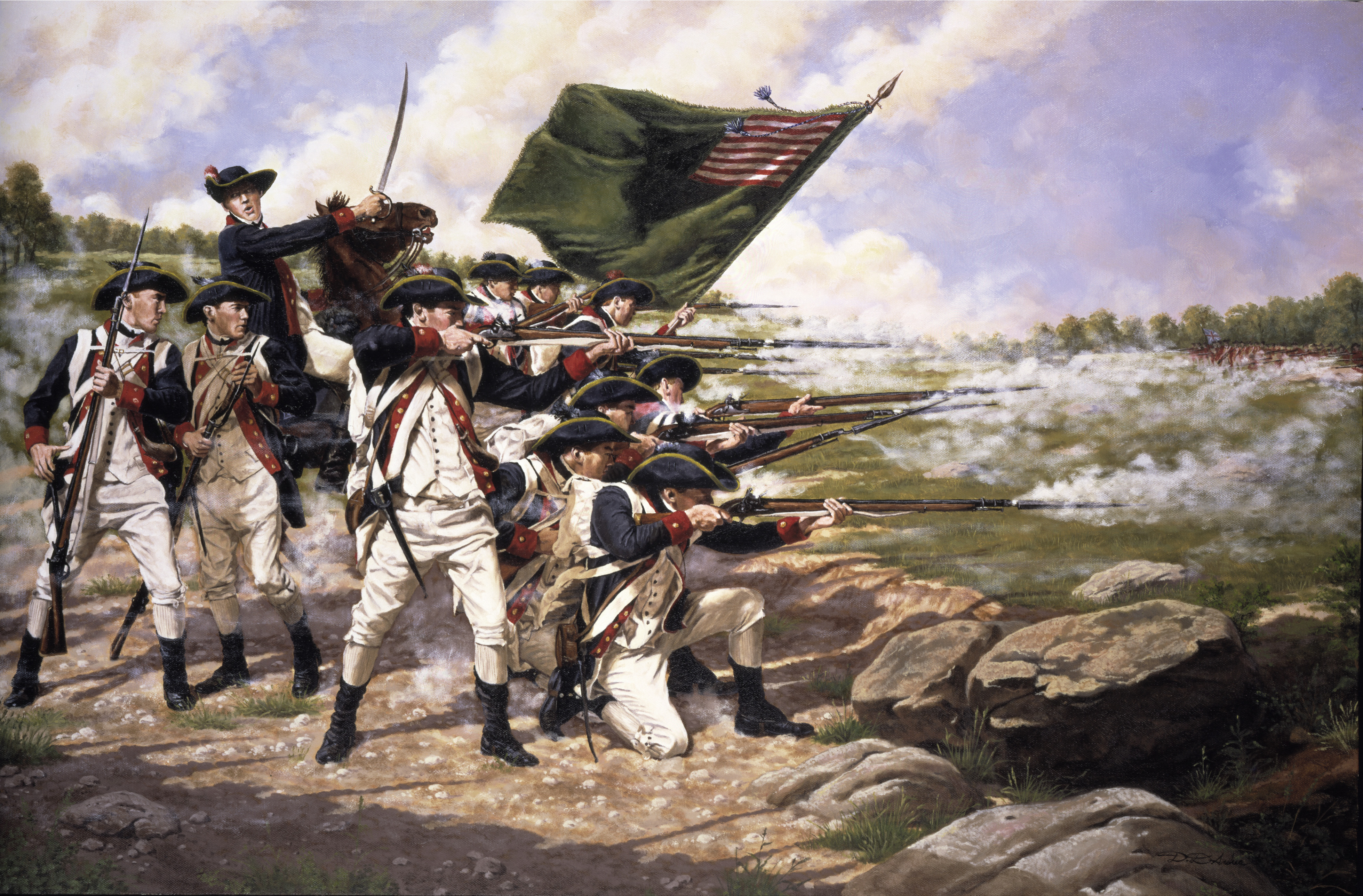
A Batalha de Long Island, a maior batalha da Revolução Americana, aconteceu no Brooklyn em 1776

Durante a Revolução Americana, a Batalha de Long Island, considerada a maior batalha ocorrida nessa guerra, foi travada em agosto 1776 inteiramente em terras atualmente ocupadas pelo borough do Brooklyn. Após a batalha, em que os estadunidenses foram derrotados, deixando subsequentes batalhas menores seguirem o mesmo rumo, a cidade tornou-se a base militar e política britânica de suas operações na América do Norte. A cidade foi um refúgio para lealistas até o fim da guerra em 1783. A única tentativa de uma solução pacífica para a guerra aconteceu no Casa de Conferência em Staten Island entre os delegados estadunidenses, incluindo Benjamin Franklin, e o general britânico Lord Howe, em 11 de setembro de 1776. Logo após o início da ocupação britânica, ocorreu o Grande Incêndio de Nova Iorque, uma conflagração de grande porte que destruiu cerca de um quarto dos edifícios na cidade, incluindo a Igreja da Trindade.
A montagem do Congresso da Confederação fez de Nova Iorque a capital do país em 1785, logo após a guerra. Nova Iorque foi a última capital dos Estados Unidos sob os Artigos da Confederação e a primeira capital sob a Constituição dos Estados Unidos. Em 1789, o primeiro presidente dos Estados Unidos, George Washington, foi empossado; o primeiro Congresso dos Estados Unidos e a Suprema Corte dos Estados Unidos foram montados pela primeira vez e a Carta dos Direitos dos Estados Unidos foi elaborada, tudo no Federal Hall, em Wall Street.

### Século XIX

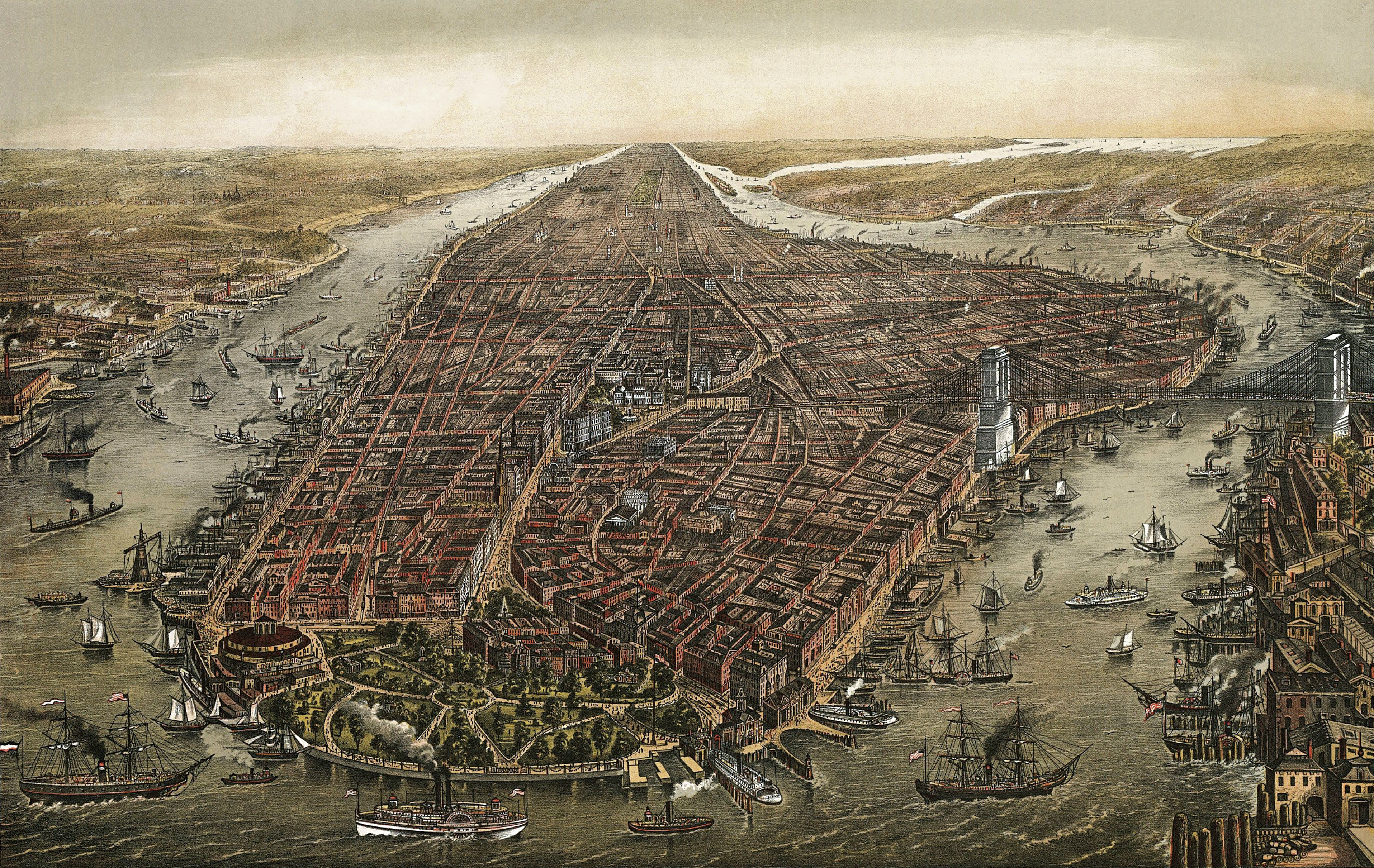
Pintura de Manhattan em 1873

No século XIX, a cidade foi transformada pela imigração e pelo desenvolvimento. Uma proposta visionária de desenvolvimento, o Plano dos Comissários de 1811, expandiu a "grade de ruas" por toda Manhattan e a abertura do Canal de Erie em 1819, ligando o Atlântico aos vastos mercados agrícolas do interior norte-americano. A política local caiu sob o domínio do Tammany Hall, uma máquina política apoiada por imigrantes irlandeses. A Grande Fome Irlandesa trouxe um grande influxo de imigrantes irlandeses e, em 1860, um em cada quatro nova-iorquinos — mais de 200 mil pessoas — havia nascido na Irlanda.
Várias proeminentes figuras literárias estadunidenses viveram em Nova Iorque durante os anos 1830 e 1840, incluindo William Cullen Bryant, Washington Irving, Herman Melville, Rufus Wilmot Griswold, John Keese, Nathaniel Parker Willis e Edgar Allan Poe. Membros da velha aristocracia comerciante fizeram lobby para a criação do Central Park, que se tornou o primeiro parque ajardinado numa cidade estadunidense em 1857. Uma significante população negra livre também existia em Manhattan e no Brooklyn. Escravos existiam em Nova Iorque em 1827, mas durante os anos 1830, Nova Iorque tornou-se um centro do ativismo abolicionista interracial no Norte. A população negra de Nova Iorque era de mais de 16 mil pessoas em 1840. A população não branca de Nova Iorque era de 36 620 pessoas em 1890.

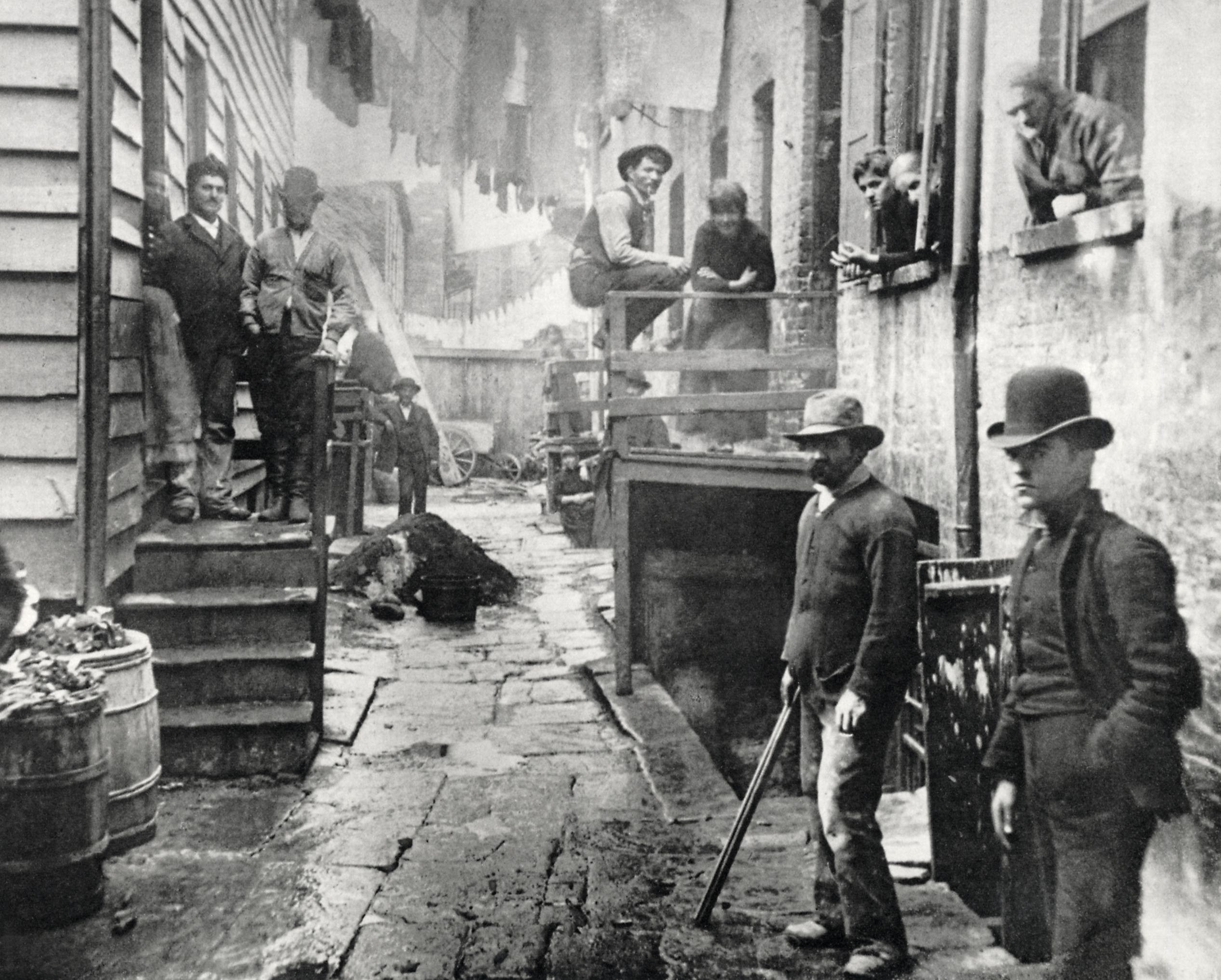
Rua da favela de Five Points, por Jacob Riis (ca 1890). O local é onde se passa a história do filme Gangs of New York

A revolta durante o recrutamento militar durante a Guerra Civil Americana (1861-1865) levou aos motins de 1863, um dos piores incidentes de distúrbios civis na história americana. Em 1898, a cidade de Nova Iorque obteve sua atual formação, com a consolidação do Brooklyn que, até então, era uma cidade separada, juntamente com o Condado de Nova Iorque, que na época incluía partes do Bronx, o Condado de Richmond e a parte ocidental da condado de Queens.

### Séculos XX e XXI
A abertura do metrô, em 1904, ajudou a conectar toda a cidade. Na primeira metade do século XX, a cidade se tornou um centro mundial para a indústria, comunicação e comércio. No entanto, este desenvolvimento não veio sem um preço. Em 1904, o navio a vapor General Slocum pegou fogo no rio East, matando 1021 pessoas a bordo.
Em 1911, o incêndio na fábrica da Triangle Shirtwaist, o pior desastre industrial da cidade até os ataques de 11 de setembro de 2001 ao World Trade Center, tirou a vida de 146 trabalhadores e estimulou o crescimento da União Internacional das Damas Trabalhadoras de Vestuário e grandes melhorias nos padrões de segurança das fábricas.

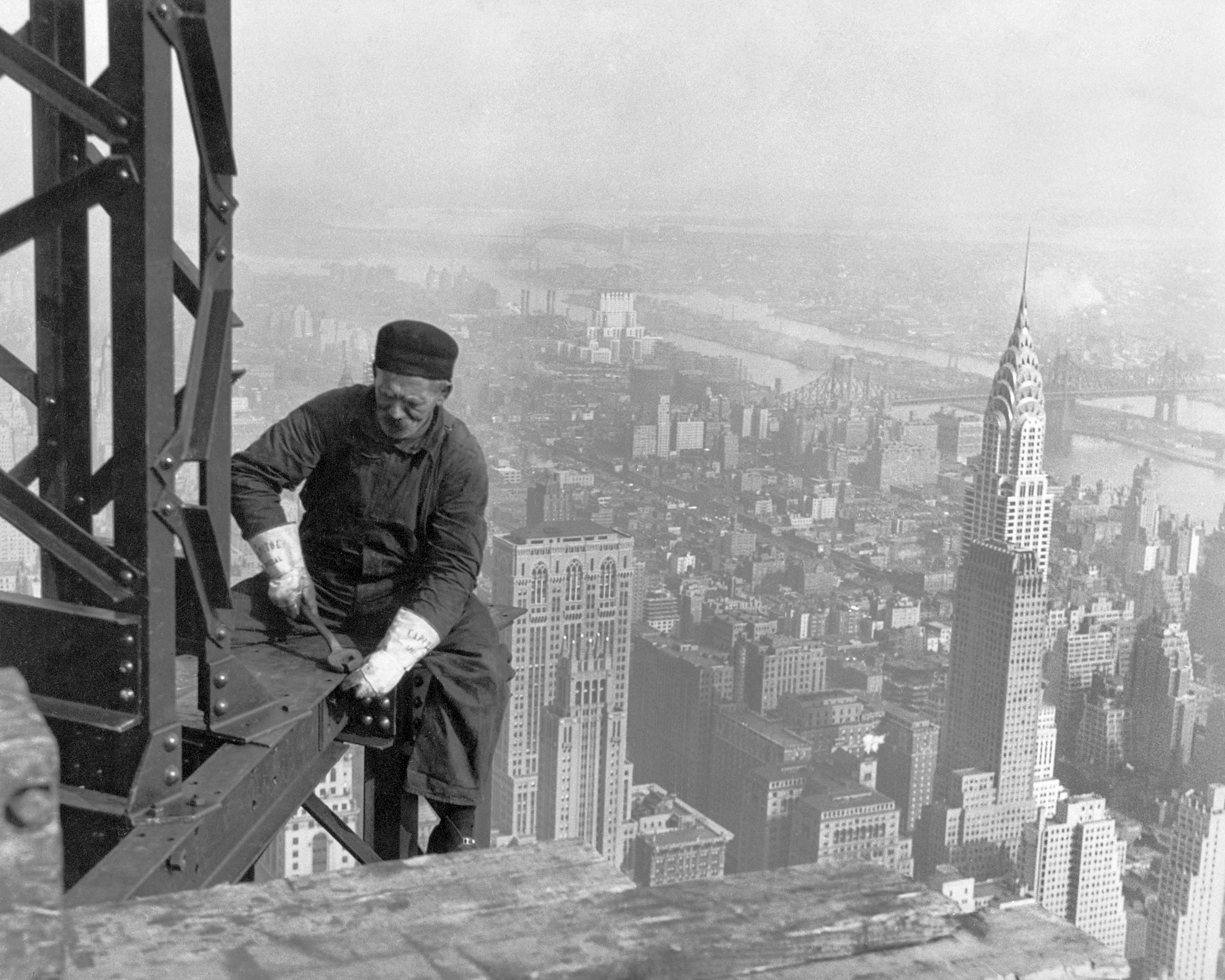
Um trabalhador da construção civil em cima do Empire State Building, durante a sua construção em 1930, com o Edifício Chrysler ao fundo

Na década de 1920, a cidade era um destino privilegiado para afro-americanos durante a Grande Migração do sul estadunidense. Em 1916, Nova Iorque era o lar da maior população urbana da diáspora africana na América do Norte. O renascimento de Harlem floresceu durante a era da Lei Seca, coincidente com uma maior boom econômico que viu o horizonte se desenvolver com a construção de arranha-céus.
Nova Iorque se tornou a área urbanizada mais populosa do mundo em 1920, ultrapassando Londres, e sua região metropolitana ultrapassou a marca de dez milhões em 1930, tornando-se a primeira megacidade da história humana. Os anos difíceis da Grande Depressão viram a eleição do reformista Fiorello La Guardia como prefeito e a queda do Tammany Hall, após 80 anos de domínio político.
O retorno de veteranos da Segunda Guerra Mundial criou um boom económico pós-guerra e o desenvolvimento de novos bairros no leste do Queens. Nova Iorque saiu da guerra incólume como a principal cidade do mundo, com Wall Street liderou o lugar dos Estados Unidos como a potência econômica dominante do mundo. A sede da Organização das Nações Unidas (ONU) (concluída em 1950) enfatizou a influência política de Nova Iorque e a ascensão do expressionismo abstrato na cidade precipitou deslocamento de Nova Iorque como o centro do mundial da arte, deixando Paris em segundo plano.

O voo 175 da United Airlines atinge a Torre Sul do World Trade Center na manhã dos ataques de 11 de setembro de 2001

Na década de 1960, a cidade começou a sofrer de problemas econômicos e com índices de criminalidade em ascensão. Embora o ressurgimento da indústria financeira tenha melhorado muito a saúde econômica da cidade na década de 1980, a taxa de crimes de Nova Iorque continuou a subir fortemente até o início da década de 1990.
Nos anos 1990, os índices de criminalidade começaram a cair dramaticamente devido ao aumento da presença policial e da gentrificação e muitas novas ondas de imigrantes chegaram da Ásia e da América Latina. Importantes setores novos, como o Silicon Alley, surgiram na economia da cidade e a população de Nova Iorque alcançou o seu maior número da história no censo de 2000. A cidade foi um dos locais atingidos durante os ataques de 11 de setembro de 2001, quando cerca de três mil pessoas morreram na destruição do World Trade Center.
No lugar das torres destruídas, em 3 de novembro de 2014 foi inaugurado o novo One World Trade Center que com o World Trade Center Memorial Museum (inaugurado em setembro de 2012); outras três novas torres de escritórios e um centro de transporte modernizarão a Lower Manhattan e modificarão o skyline de Nova Iorque.

## Geografia

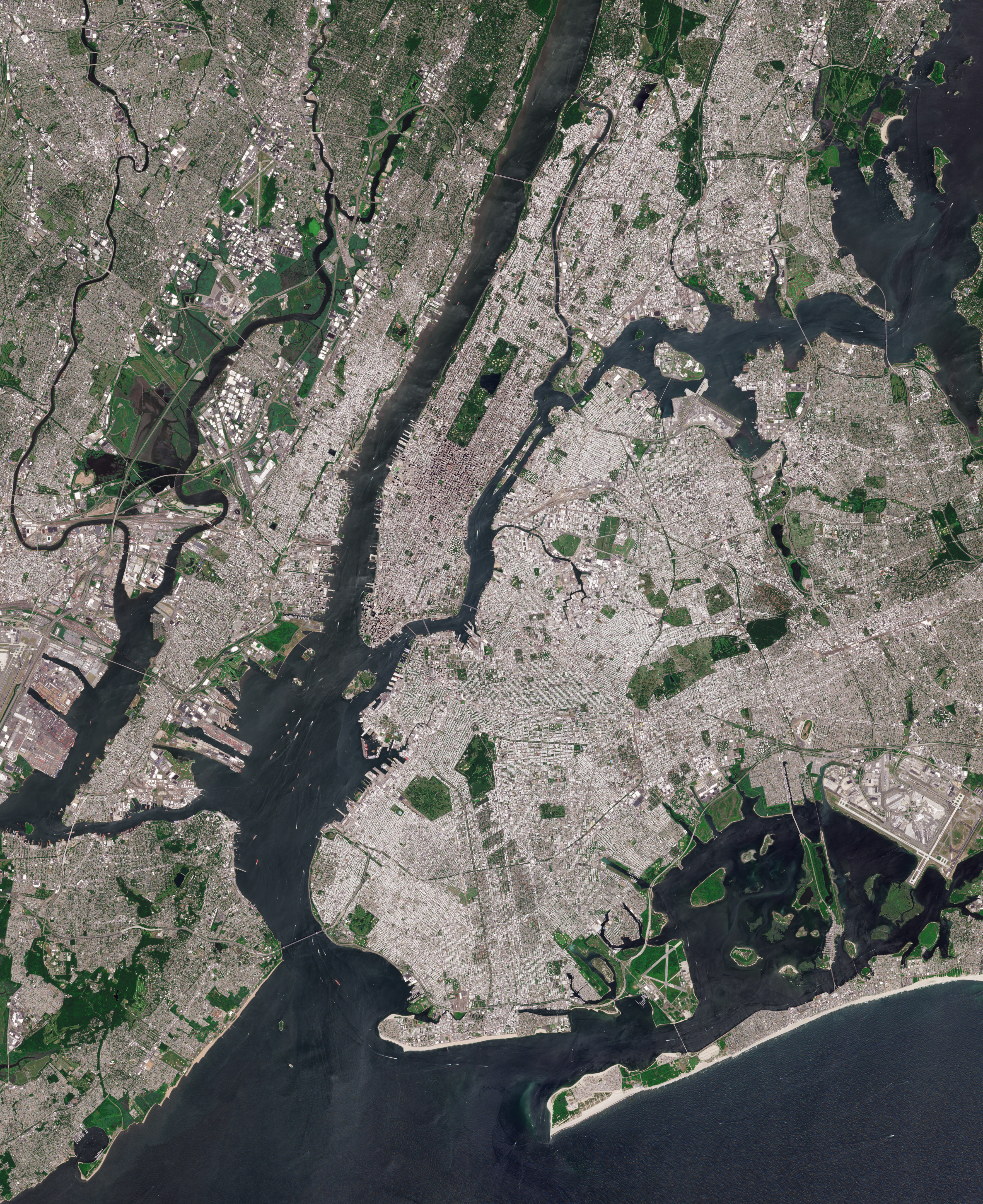
Imagem de satélite de Nova Iorque. Mais de dez milhões de pessoas vivem na área mostrada na fotografia

A cidade de Nova Iorque está localizada no extremo sul do estado de Nova Iorque, no nordeste dos Estados Unidos, aproximadamente a meio caminho entre Washington, D.C. e Boston. A maior parte de Nova Iorque localiza-se em um conjunto de ilhas na foz do Rio Hudson, ocupando toda a ilha de Manhattan, bem como o oeste de Long Island. Apenas o distrito de Bronx está localizado no continente, tornando a terra escassa e incentivando uma elevada densidade populacional. O Rio Hudson, que desemboca em um porto natural protegido e, em seguida, no Oceano Atlântico, ajudou a cidade a crescer como um importante centro comercial.
O Rio Hudson flui através do Hudson Valley em direção à Baía de Nova Iorque. Entre a cidade de Nova Iorque e Troy, o rio é um estuário. O Hudson separa a cidade de Nova Iorque de Nova Jérsei. O Rio East — um estreito da maré — flui do estuário de Long Island e separa o Bronx e Manhattan de Long Island. O Rio Harlem, outro estreito da maré entre os rios East e Hudson, separa Manhattan do Bronx. O Rio Bronx, que flui através do Bronx e do Condado de Westchester, é o único rio inteiramente de água doce na cidade de Nova Iorque.
O formato do terreno foi alterado por diversas vezes, sendo que Nova Iorque, desde os tempos em que era colônia Holandesa, expandiu-se diversas vezes em direção ao oceano. O mesmo pode-se dizer das condições do terreno da cidade —anteriormente bastante acidentada, Manhattan, atualmente, é plana; efeitos da intervenção humana na natureza. Essa recuperação de terra é mais proeminente em Lower Manhattan, com incrementos como Battery Park City, nos anos 1970 e 1980.
De acordo com o Departamento do Censo dos Estados Unidos, a cidade tem uma área de 1 223,6 km², dos quais 778,2 km² estão cobertos por terra e 445,4 km² (36,4%) por água. O ponto mais alto da cidade é Todt Hill em Staten Island, que a 124,9 m acima do nível do mar é o ponto mais alto do litoral leste ao sul de Maine. O pico da serra é coberto, em grande parte, por matas que fazem parte da Staten Island Greenbelt.

### Região metropolitana

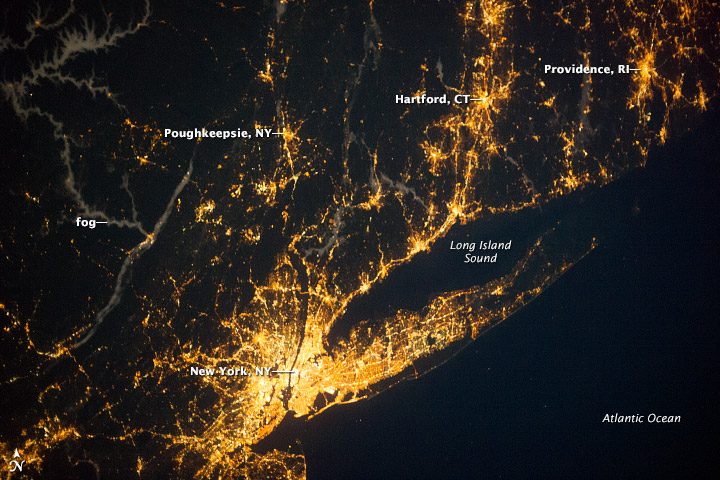
Imagem de satélite da Região Metropolitana de Nova Iorque, de Long Island e de estados vizinhos à noite

A Região Metropolitana de Nova Iorque possui mais de 20,1 milhões de habitantes, e inclui 26 condados nos estados de Connecticut, Nova Iorque e Nova Jérsei (mais os cinco que constituem a cidade, elevando o número total de condados para 31), abrangendo, dessa forma, uma grande zona da costa leste dos Estados Unidos. A área urbanizada da região metropolitana de Nova Iorque é a maior em extensão territorial do mundo, possuindo aproximadamente 8,7 mil km² de área, a mais populosa dos Estados Unidos, e a segunda mais populosa do mundo (superada apenas pela de Tóquio, Japão).

### Parques

#### Nacionais
A Área de Recreação Nacional de Gateway contém mais de 10 521,83 ha no total, a maior parte dela cercada pela cidade de Nova Iorque, incluindo o Refúgio Selvagem da Jamaica Bay. O Monumento Nacional da Estátua da Liberdade e o Museu da Imigração de Ellis Island são administrados pelo Serviço Nacional de Parques e estão localizados nos estados de Nova Iorque e Nova Jersey. Eles estão reunidos no porto pelo Monumento Nacional de Governors Island, em Nova Iorque. Locais históricos sob administração federal na ilha de Manhattan incluem o Monumento Nacional Castle Clinton; o Monumento Nacional Federal Hall; o local de nascimento de Theodore Roosevelt; o Monumento Nacional General Grant ("Tumba de Grant"); Monumento Nacional do Cemitério Africano; e o Monumento Nacional Hamilton Grange. Centenas de propriedades privadas estão listadas no Registro Nacional de Lugares Históricos ou como Marco Histórico Nacional, como, por exemplo, o Stonewall Inn, parte do Monumento Nacional de Stonewall em Greenwich Village, como o catalisador do moderno movimento pelos direitos LGBT.

#### Estaduais
Há sete parques estaduais dentro dos limites da cidade de Nova Iorque, incluindo o Parque Estadual de Clay Pit Ponds, uma área natural que inclui extensas trilhas de equitação, e o Parque Estadual Riverbank, uma instalação de 110 mil m² que se eleva a 21 m acima do nível do rio Hudson.

#### Municipais
A cidade de Nova Iorque tem mais de 110 km² de parques municipais e 23 km de praias públicas. O maior parque municipal da cidade é o Pelham Bay Park, no Bronx, com 1 122 ha.
- O Central Park, um parque de 3,41 km²[88] no centro de Manhattan, é o parque urbano mais visitado dos Estados Unidos e um dos locais mais filmados do mundo, com 40 milhões de visitantes em 2013.[90] O parque contém uma grande variedade de atrações; há vários lagos e lagoas, duas pistas de patinação no gelo, o Zoológico do Central Park, o Jardim do Conservatório e o reservatório Jackie Onassis.[91] As atrações interiores incluem o Castelo Belvedere, com o seu centro natural, o Teatro Sueco Cottage Marionette e o histórico Carrossel. Em 23 de outubro de 2012, o gestor de fundo de cobertura John A. Paulson anunciou um presente de cem milhões de dólares para a Central Park Conservancy, a maior doação monetária já feita ao sistema de parques de Nova Iorque.[92]
- O Washington Square Park é um marco proeminente no bairro Greenwich Village de Lower Manhattan. O Arco do Washington Square na entrada norte do parque é um símbolo da Universidade de Nova Iorque e do Greenwich Village.[93]
- O Prospect Park, no Brooklyn, tem um prado de 360 mil m², um lago e amplos bosques. Dentro do parque está o histórico "Passo da Batalha", proeminente na Batalha de Long Island.[94]
- Flushing Meadows-Corona Park, no Queens, com seus 363 ha é o quarto maior parque da cidade,[88] foi o cenário da Feira Mundial de 1939 e da Feira Mundial de 1964 e hospeda o USTA Billie Jean King National Tennis Center e o torneio anual dos Campeonatos Abertos de Tênis dos Estados Unidos.[95]
- Mais de um quinto da área do Bronx, ou 28 km², é composta por espaços abertos e parques, incluindo o Pelham Bay Park, o Van Cortlandt Park, o Bronx Zoo e o Jardim Botânico de Nova Iorque.[96]
- Em Staten Island, o Conference House Park contém a histórica Conference House, local da única tentativa de resolução pacífica para a Revolução Americana que foi conduzida em setembro de 1775, com a participação de Benjamin Franklin representando os americanos e Lord Howe representando a Coroa Britânica.[97] O histórico Burial Ridge, o maior cemitério indígena da cidade de Nova Iorque, fica dentro do parque.[98]

### Clima
Sob a classificação climática de Köppen, usando a isoterma de 0 °C, a cidade de Nova Iorque apresenta um clima subtropical úmido (Cfa) em Manhattan e é, portanto, a principal cidade mais setentrional do continente norte-americano com essa categorização. Os subúrbios ao norte e oeste imediatos encontram-se na zona de transição entre climas subtropicais úmidos e continentais úmidos de verão quente (Dfa), situação transicional (todavia mais seca) semelhante ao sul da Ucrânia, embora com o uso da isoterma de −3 °C a transição esteja mais afastada, apenas em pequenas partes da região metropolitana menos densamente povoadas. No entanto, usando o primeiro critério, mais comum nos Estados Unidos e baseando na série histórica do Aeroporto Internacional John F. Kennedy, a mais de 20 km a sudeste do centro financeiro, o clima pode ser considerado continental úmido (Dfa) pela temperatura média do primeiro mês do ano, ou seja o mais frio, ser −1,5 °C. Há também 58% de possíveis dias de sol por ano, o que dá um total de 2 400 a 2 800 horas de sol por ano. As horas de sol estão um pouco abaixo para o valor médio do país, ainda assim muito mais ensolarada que a Europa não mediterrânica, com raras exceções à sudeste. A cidade encontra-se na zona de robustez de plantas do USDA como 7b, na mesma zona que Berlim.

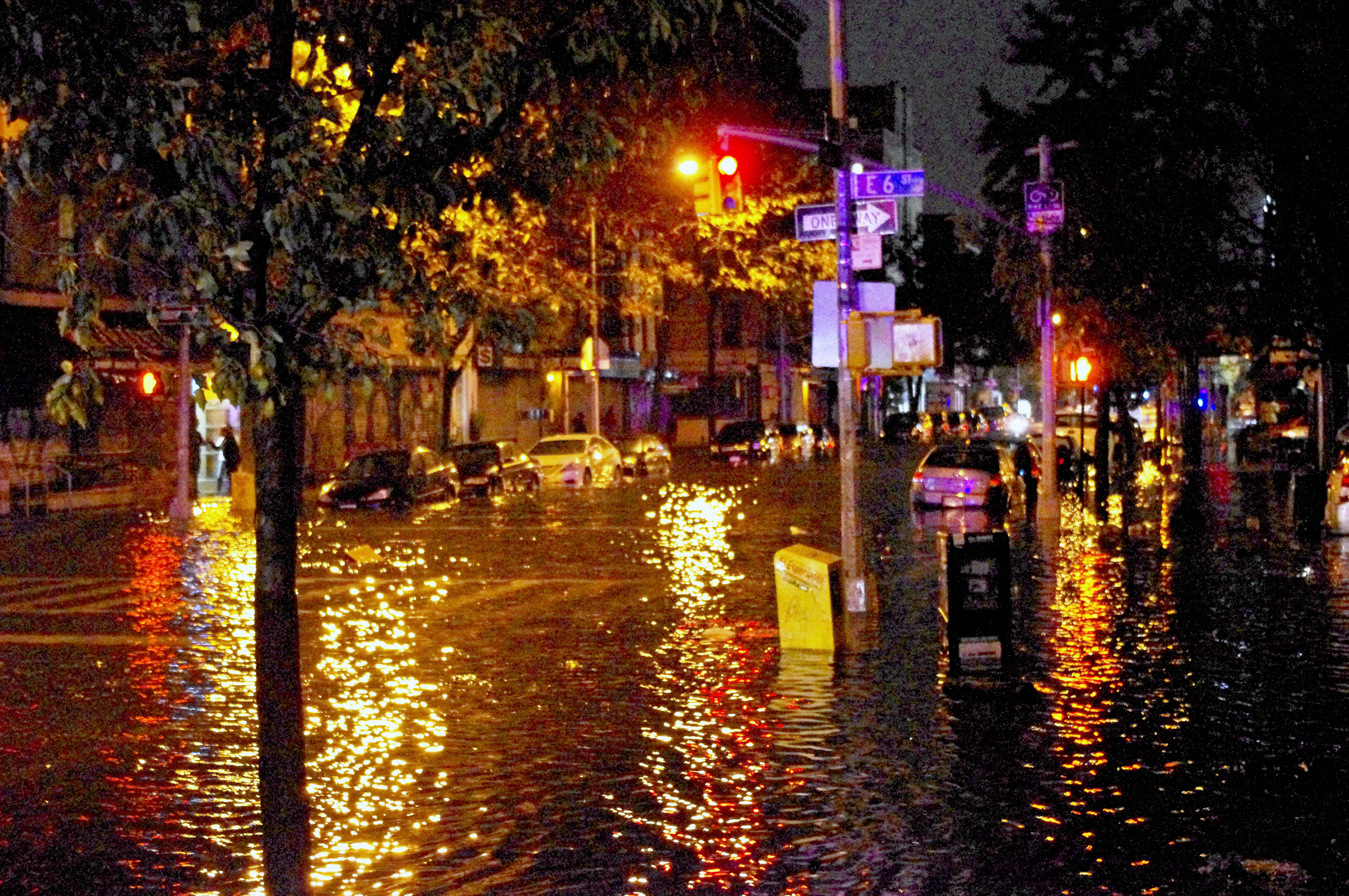
Avenida C em Manhattan alagada após a chuva forte causada pelo furacão Sandy em 29 de outubro de 2012

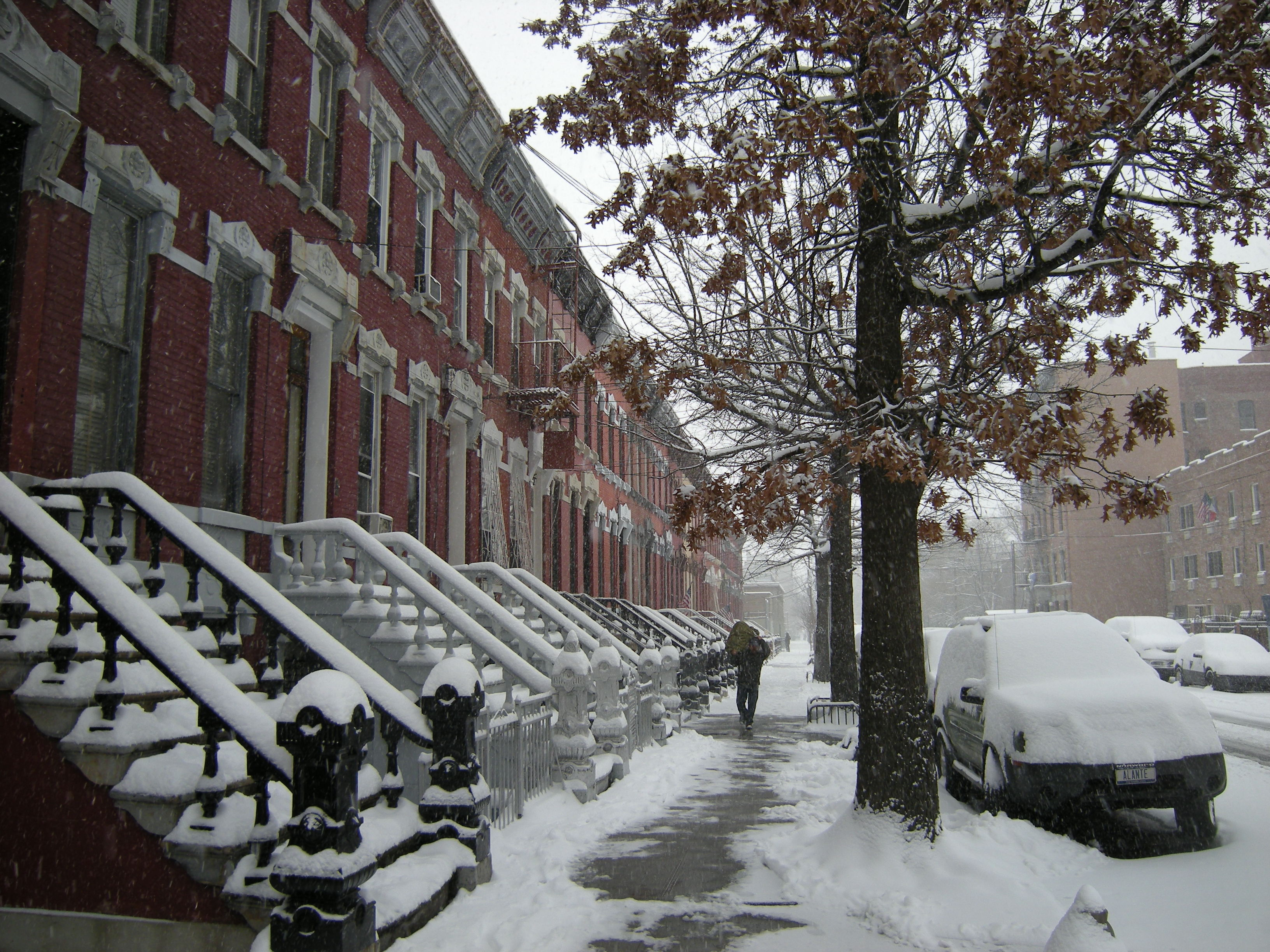
Nevasca no Bronx. É comum estes eventos no inverno se acumularem no solo, contudo não permanecem durante toda a estação, apenas algumas vezes depois dos Nor'easter geralmente

Pela sua localização e condições físico-geográficas a cidade possui as quatro estações do ano claramente definidas. Os invernos são frios (embora médios para os padrões americanos) e úmidos com avanço frequente da massa de ar polar seca do interior ou mais úmidas vindo do Canadá Atlântico. Os invernos são mais rigorosos do que em cidades europeias costeiras de quase a mesma latitude ou maiores como Nápoles e Porto ou até interioranas, como Madri, em parte explicados pelo ventos frios do oeste e a continentalidade obter maiores influências que a maritimidade à leste das grandes massas terrestres. Eventualmente tempestades de neve podem paralisar completamente a cidade, com mais de 30 centímetros de neve.
Padrões de vento predominantes e amenizadores que sopram do mar, as chamadas brisas marítimas, bem como os efeitos moderadores do Oceano Atlântico (apesar de ser uma moderação secundária frente a influência marítima na Europa Ocidental), juntamente com a proteção parcial do ar mais frio pelos Apalaches mantêm a cidade mais quente no inverno do que as cidades do interior dos Estados Unidos, em latitudes semelhantes ou menores, como Pittsburgh, Cincinnati e Indianápolis, definitivamente continentais. A temperatura média diária em janeiro, mês mais frio da área, é de 0,3 °C, alguns décimos acima do ponto de congelamento, por isto ser considerado subtropical; as temperaturas geralmente caem para −12 °C várias vezes por inverno, e chegar a 16 °C por vários dias no mês mais frio do inverno. A primavera e o outono são imprevisíveis e podem variar de frio a quente, embora sejam geralmente suaves com baixa umidade. Portanto, o tempo em Nova Iorque é instável, podendo ocorrer baixas temperaturas e tempestades de neve perto do fim da primavera ou logo no início do outono. Os verões são tipicamente mornos a quentes, úmidos e ensolarados, com o predomínio de massas de ar que passam acima do Atlântico subtropical ao sul ou do Golfo do México. A temperatura média diária é de 24,7 °C em julho.
As condições noturnas são frequentemente calorosas pelo fenômeno das ilhas de calor urbanas, enquanto as temperaturas diurnas excedem 32 °C em média de 17 dias a cada verão e em alguns anos excedem 38 °C. Temperaturas extremas variaram de −26 °C, registradas em 9 de fevereiro de 1934, até 41 °C em 9 de julho de 1936, sendo que na história recente foi registrado 40 °C em 22 de julho de 2011 no Central Park. A temperatura média da água do Oceano Atlântico nas proximidades varia de 4,3 °C em fevereiro a 23,4 °C em agosto, conforme o deslocamento das correntes oceânicas, como a corrente do Labrador no inverno trazendo águas frescas do Atlântico Norte, bem como o tempo nublado.
A cidade recebe 1.270 mm de precipitação anual, que é relativamente distribuída ao longo do ano. A queda média de neve no inverno entre 1981 e 2010 foi de 66 cm; isso varia consideravelmente de ano para ano. O maior acúmulo de neve de única tempestade desde 1869, ocorreu em 22 de janeiro de 2016, com um total de 68 cm, próximo do valor total da temporada. Uma das nevascas mais pesadas e gravíssimas foi a Grande Nevasca de 1888 com uma profundidade de neve de aproximadamente 51 cm e cerca de cem mortos somente em Nova Iorque. A altura de neve recorde anterior desde o início dos registros meteorológicos foi medida em 68 cm em fevereiro de 2006.
Furacões e tempestades tropicais são raros na área de Nova Iorque, as regiões do Brooklyn e Queens, bairros ao nível do mar correm maiores riscos. O furacão Sandy trouxe uma tempestade destrutiva na noite de 29 de outubro de 2012, inundando numerosas ruas, túneis e linhas de metrô na parte baixa de Manhattan e outras áreas da cidade e cortando eletricidade em muitas partes do condado e seus subúrbios. Na cidade, segundo o prefeito ao todo houve 18 mortos. Sandy, como denominado chegou a categoria de supertempestade. As explicações para o ciclone de tal porte foi pela Oscilação multidecanal do Atlântico (AMO), um ciclo de aquecimento e arrefecimento a cada 70 anos, o que também explica outras tempestades e mudanças climáticas durante um século na região. A tempestade e seus impactos profundos provocaram a discussão da construção de paredões e outras barreiras costeiras ao redor das margens da cidade e da área metropolitana para minimizar o risco de conseqüências destrutivas de outro evento desse tipo no futuro.
| Dados climatológicos para Nova Iorque (Belvedere Castle, Central Park), altitude: 39,6 m, normais de 1981–2010 , extremos 1869-presente                                | Dados climatológicos para Nova Iorque (Belvedere Castle, Central Park), altitude: 39,6 m, normais de 1981–2010 , extremos 1869-presente | Dados climatológicos para Nova Iorque (Belvedere Castle, Central Park), altitude: 39,6 m, normais de 1981–2010 , extremos 1869-presente | Dados climatológicos para Nova Iorque (Belvedere Castle, Central Park), altitude: 39,6 m, normais de 1981–2010 , extremos 1869-presente | Dados climatológicos para Nova Iorque (Belvedere Castle, Central Park), altitude: 39,6 m, normais de 1981–2010 , extremos 1869-presente | Dados climatológicos para Nova Iorque (Belvedere Castle, Central Park), altitude: 39,6 m, normais de 1981–2010 , extremos 1869-presente | Dados climatológicos para Nova Iorque (Belvedere Castle, Central Park), altitude: 39,6 m, normais de 1981–2010 , extremos 1869-presente | Dados climatológicos para Nova Iorque (Belvedere Castle, Central Park), altitude: 39,6 m, normais de 1981–2010 , extremos 1869-presente | Dados climatológicos para Nova Iorque (Belvedere Castle, Central Park), altitude: 39,6 m, normais de 1981–2010 , extremos 1869-presente | Dados climatológicos para Nova Iorque (Belvedere Castle, Central Park), altitude: 39,6 m, normais de 1981–2010 , extremos 1869-presente | Dados climatológicos para Nova Iorque (Belvedere Castle, Central Park), altitude: 39,6 m, normais de 1981–2010 , extremos 1869-presente | Dados climatológicos para Nova Iorque (Belvedere Castle, Central Park), altitude: 39,6 m, normais de 1981–2010 , extremos 1869-presente | Dados climatológicos para Nova Iorque (Belvedere Castle, Central Park), altitude: 39,6 m, normais de 1981–2010 , extremos 1869-presente | Dados climatológicos para Nova Iorque (Belvedere Castle, Central Park), altitude: 39,6 m, normais de 1981–2010 , extremos 1869-presente |
| Mês | Jan | Fev | Mar | Abr | Mai | Jun | Jul | Ago | Set | Out | Nov | Dez | Ano |
| --- | --- | --- | --- | --- | --- | --- | --- | --- | --- | --- | --- | --- | --- |
| Temperatura máxima recorde (°C) | 22 | 24 | 30 | 36 | 37 | 38 | 41 | 40 | 39 | 34 | 29 | 24 | 41 |
| Temperatura máxima média (°C) | 3,5 | 5,3 | 9,8 | 16,2 | 21,6 | 26,3 | 28,9 | 28,1 | 24,0 | 17,7 | 12,1 | 6,1 | 16,7 |
| Temperatura média (°C) | 0,3 | 1,8 | 5,8 | 11,7 | 16,9 | 21,9 | 24,7 | 24 | 20 | 13,8 | 8,7 | 3,1 | 12,8 |
| Temperatura mínima média (°C) | −12,7 | −10,7 | −7,5 | 0,2 | 6,4 | 11,6 | 15,7 | 14,9 | 9,2 | 3,3 | −2,4 | −9,1 | 8,9 |
| Temperatura mínima recorde (°C) | −21 | −26 | −16 | −11 | 0 | 7 | 11 | 10 | 4 | −2 | −14 | −25 | −26 |
| Chuva (mm) | 92,7 | 78,5 | 110,7 | 114 | 106,4 | 112 | 116,8 | 112,8 | 108,7 | 111,8 | 102,1 | 101,6 | 1 268,5 |
| Queda de neve média (cm) | 17,8 | 23,4 | 9,9 | 1,5 | 0 | 0 | 0 | 0 | 0 | 0 | 0,8 | 12,2 | 65,5 |
| Dias com chuva | 10,4 | 9,2 | 10,9 | 11,5 | 11,1 | 11,2 | 10,4 | 9,5 | 8,7 | 8,9 | 9,6 | 10,6 | 122 |
| Dias com neve | 4 | 2,8 | 1,8 | 0,3 | 0 | 0 | 0 | 0 | 0 | 0 | 0,2 | 2,3 | 11,4 |
| Umidade relativa (%) | 61,5 | 60,2 | 58,5 | 55,3 | 62,7 | 65,2 | 64,2 | 66 | 67,8 | 65,6 | 64,6 | 64,1 | 63 |
| Brilho do sol disponível (%) | 54 | 55 | 57 | 57 | 57 | 57 | 59 | 63 | 59 | 61 | 51 | 48 | 57 |
| Insolação (h) | 162,7 | 163,1 | 212,5 | 225,6 | 256,6 | 257,3 | 268,2 | 268,2 | 219,3 | 211,2 | 151 | 139 | 2 534,7 |
| Fonte: NOAA (umidade relativa e sol 1981-2010). Veja Clima de Nova Iorque para obter informações adicionais sobre o clima em outras cidades do estado norte-americano. | | | | | | | | | | | | | |

## Demografia
Segundo o censo nacional de 2020, a sua população é de 8 804 190 habitantes e sua densidade populacional é de 11 314,0 hab/km². Seu crescimento populacional na última década foi de 7,7%, acima do crescimento estadual de 4,2%. É a cidade mais populosa do estado e também a mais populosa do país. Possui 3 618 635 residências que resulta em uma densidade de 4 650,2 residências/km² e um aumento de 7,3% em relação ao censo anterior. Deste total, 6,9% das unidades habitacionais estão desocupadas. A média de ocupação é de 2,6 pessoas por residência.
No Censo dos Estados Unidos de 2010, a população da cidade era de 8 175 133 habitantes. Isso equivale a cerca de 40% da população do estado de Nova Iorque e uma porcentagem semelhante da população metropolitana regional. Em 2006, os demógrafos estimavam que a população de Nova Iorque atingiria entre 9,2 e 9,5 milhões de habitantes em 2030.
Dois pontos demográficos da cidade são a densidade demográfica e a diversidade étnica. Em 2010, a cidade tinha uma densidade populacional de 27 532 pessoas por quilômetro quadrado, tornando-a a mais densamente povoada entre todas as cidades com mais de cem mil habitantes nos Estados Unidos, no entanto, várias pequenas cidades adjacentes do Condado de Hudson, em Nova Jersey, são realmente mais densas em geral, conforme o Censo de 2000. Em contrapartida, Condado de Nova Iorque, que corresponde à área de Manhattan, tem uma densidade demográfica de 66 940 pessoas por quilômetro quadrado, o que o torna mais densamente povoado do que qualquer condado nos Estados Unidos e do que qualquer cidade estadunidense individual.
Nova Iorque tem um alto grau de desigualdade de renda. Em 2005, a renda familiar média entre os ricos era de 188 697 dólares, enquanto nos mais pobres era de 9 320 dólares. A disparidade é impulsionado pelo crescimento dos salários em faixas de renda alta, enquanto os salários estagnaram para médio e suportes de baixa renda. Em 2006, o salário médio semanal em Manhattan era 1 453 dólares, o crescimento mais alto e mais rápido entre os maiores municípios, nos Estados Unidos. O município também está experimentando um baby boom que é único entre as cidades estadunidenses. Desde 2000, o número de crianças menores de 5 anos de idade que vivem em Manhattan cresceu mais de 32%.

### Composição étnica e imigrantes

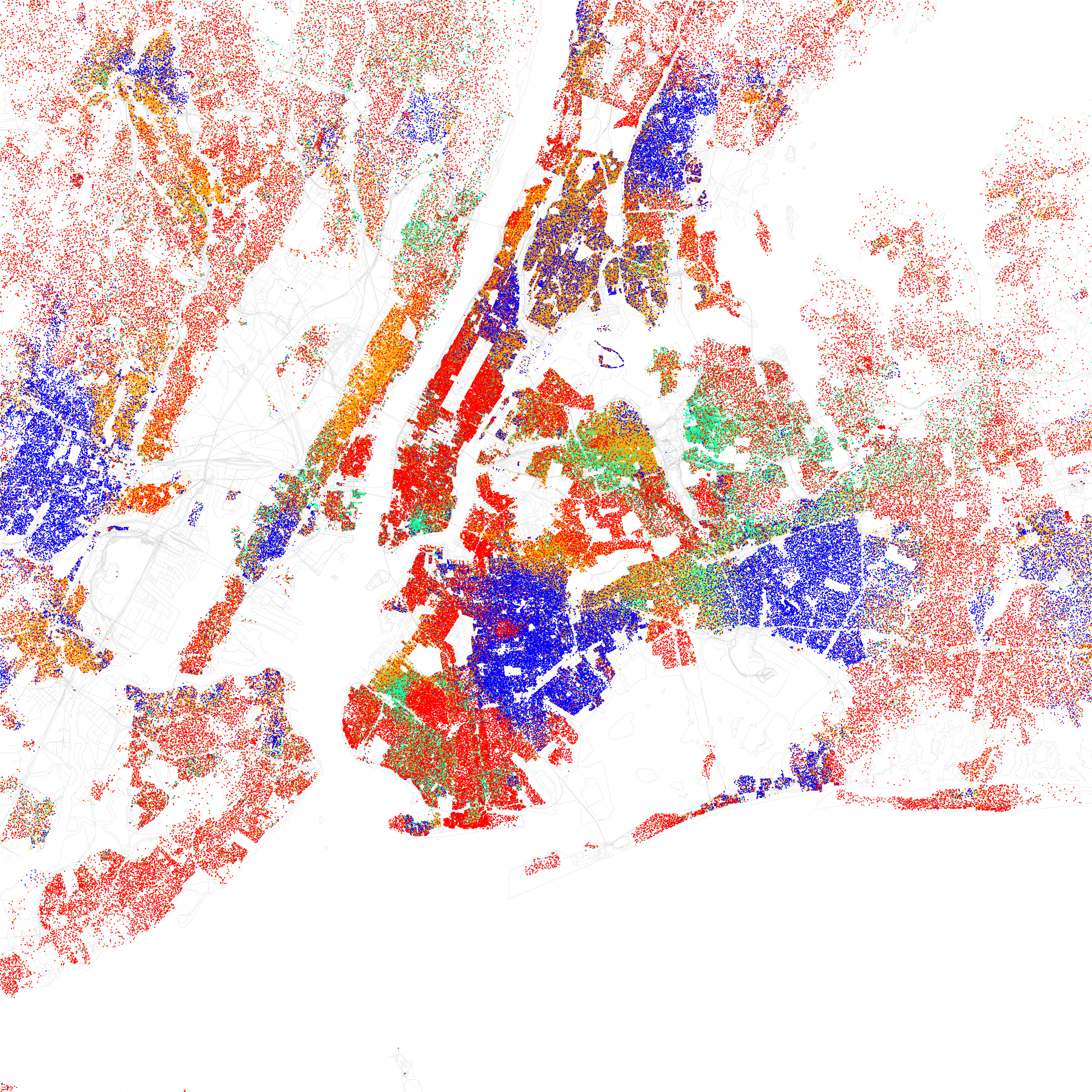
Mapa da distribuição racial em Nova Iorque, Censo de 2010. Cada ponto representa 25 pessoas: brancos, negros, asiáticos, hispânicos ou outros (amarelo)

De acordo com o Censo de 2020, a população de Nova Iorque é 35,9% branca, 22,7% negra, 14,6% asiática, 10,5% mestiça, 0,7% indígena e 0,1% nativa havaiana ou de outras ilhas do Pacífico.
A população de Nova Iorque é excepcionalmente diversa. Ao longo de sua história, a cidade tem sido um ponto importante de entrada de imigrantes; mais de 12 milhões de imigrantes europeus passaram por Ellis Island entre 1892 e 1924. O termo "caldeirão" foi cunhado para descrever bairros de imigrantes densamente povoados no Lower East Side. Em 1900, os alemães constituíram o maior grupo de imigrantes, seguidos pelos irlandeses, judeus e italianos.
Aproximadamente 36% da população da cidade é formada por estrangeiros. Entre as cidades estadunidenses, esta proporção é maior apenas em Los Angeles e Miami. Enquanto as comunidades de imigrantes nas cidades são dominadas por poucas nacionalidades, em Nova Iorque nenhum país ou região de origem é dominante. As dez maiores fontes de indivíduos nascidos em outros países na área metropolitana são a República Dominicana, China, Jamaica, México, Índia, Equador, Itália, Haiti, Colômbia e Guiana. A região de Nova Iorque continua a ser a líder metropolitana na entrada de imigrantes legais admitidos nos Estados Unidos.

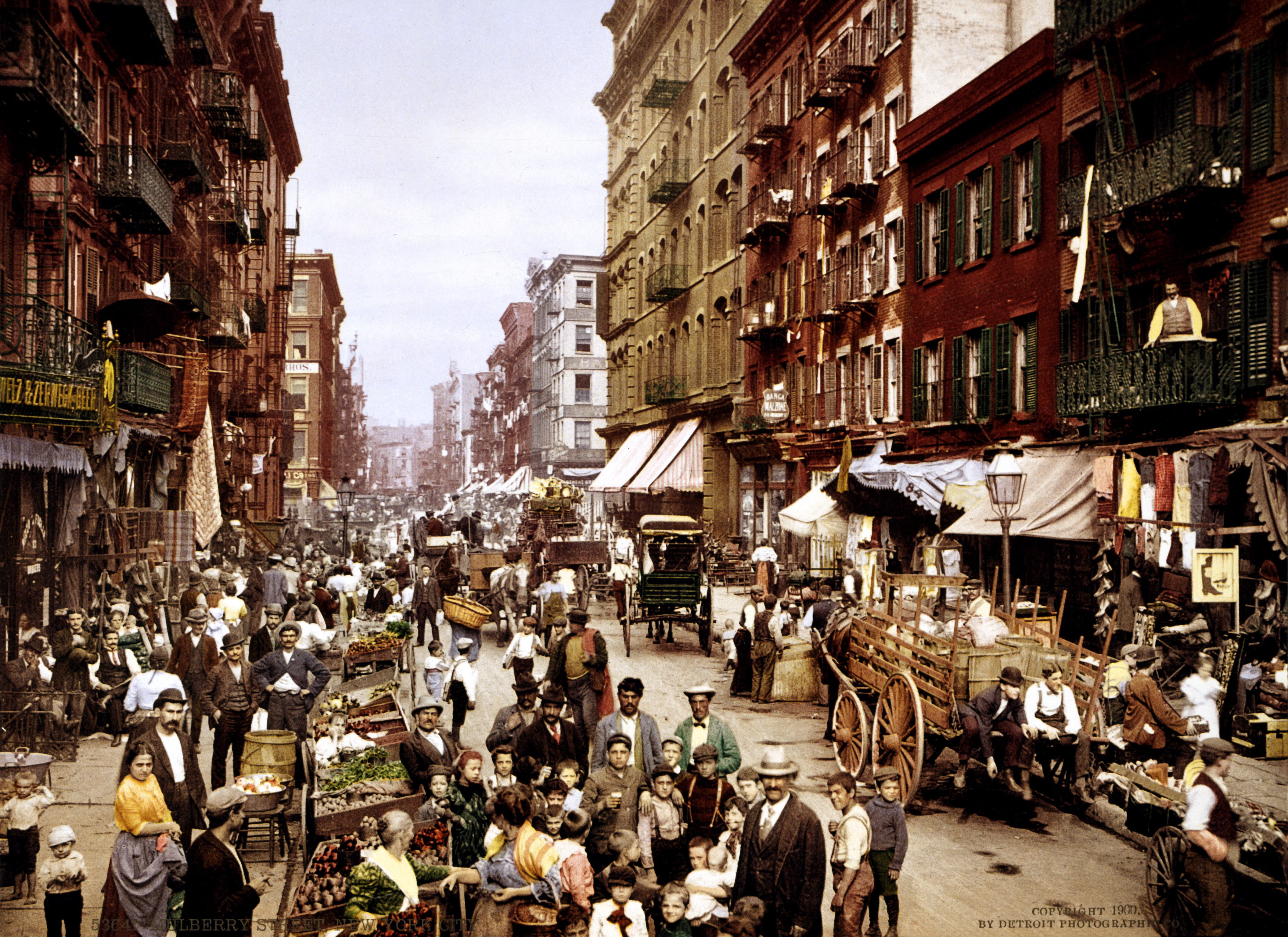
Fotocromia da Mulberry Street, na Litte Italy, c 1900

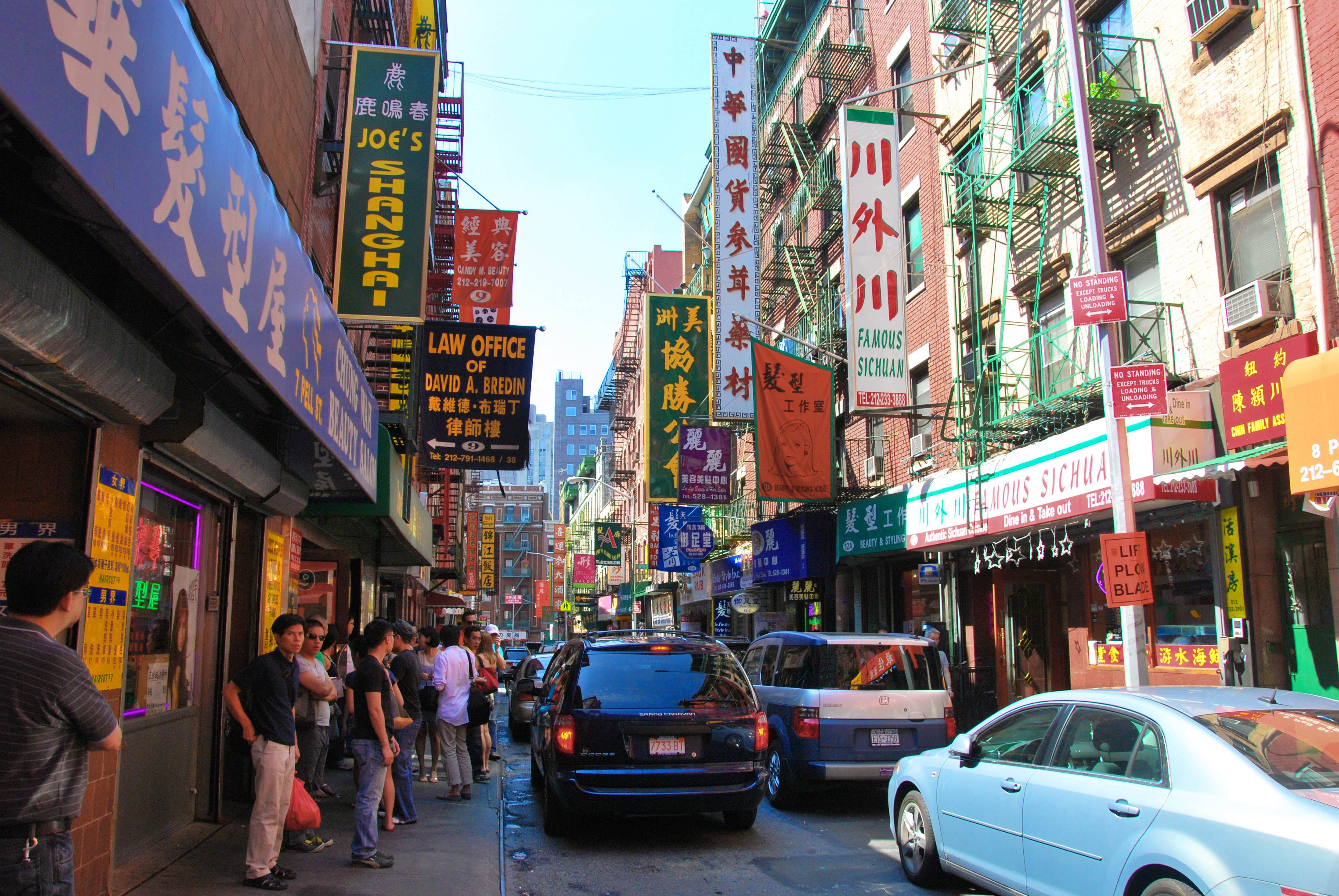
Chinatown, Manhattan de Manhattan

A Região Metropolitana de Nova Iorque é o lar da maior comunidade judaica fora de Israel. É também o lar de quase um quarto dos norte-americanos indianos e 15% de todos os americanos coreanos; a maior comunidade de afro-americano de qualquer cidade do país; e 6 chinatowns na própria cidade, que compreendiam, em 2008, uma população de 659 596 chineses ultramarinos, a maior comunidade fora da Ásia. Nova Iorque, sozinha, de acordo com o Censo de 2010, agora se tornou o lar de mais de um milhão de americanos de origem asiática, maior do que o total combinado das cidades de São Francisco e Los Angeles, Califórnia.
Nova Iorque contém a maior população asiática total do que a de qualquer outra cidade dos Estados Unidos. 6,0% da população da cidade é de etnia chinesa, com cerca de 40% deles vivendo apenas no bairro do Queens. Coreanos compõem 1,2% da população nova-iorquina e os japoneses 0,3% do total. Os filipinos são o maior grupo étnico do sudeste asiático, com 0,8%, seguido por vietnamitas, que representam apenas 0,2% da população de Nova Iorque. Os indianos são o maior grupo do Sul da Ásia, compreendendo 2,4% da população da cidade, e os bengaleses e paquistaneses contam com 0,7% e 0,5%, respectivamente.
Há também substanciais populações de porto-riquenhos e dominicanos. Outro grupo étnico significativo é o dos italianos, que emigraram para a cidade em grande número no início do século XX, principalmente a partir da Sicília e de outras partes do sul da Itália. Os irlandeses também têm uma presença marcante, uma em cada 50 nova-iorquinos de origem europeia carrega uma assinatura genética distinta em seu cromossomo Y herdado do clã de Niall dos nove reféns, um rei irlandês do século V d.C. ou de um dos clãs relacionados de Briúin Uí Uí e Fiachrach.

### Diversidade sexual

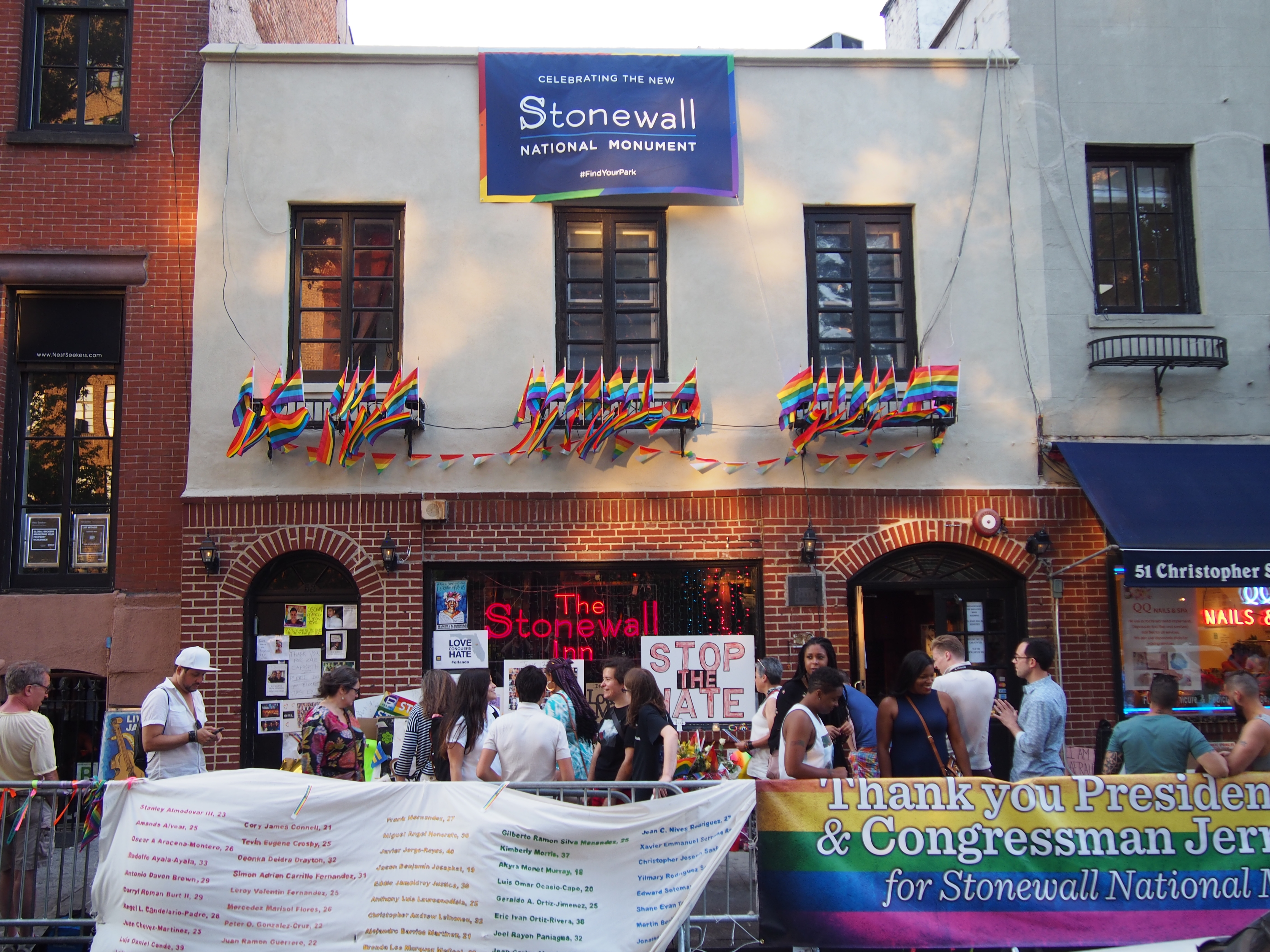
O Stonewall Inn, palco da Rebelião de Stonewall, durante a Parada do Orgulho LGBT de Nova Iorque

A área metropolitana da cidade é o lar de uma comunidade de homossexuais e bissexuais estimada em 568 903 pessoas, a maior dos Estados Unidos. Casamentos homossexuais foram legalizados no estado de Nova Iorque em 24 de junho de 2011 e foram autorizados a serem colocados em prática 30 dias depois. Charles Kaiser, autor de The Gay Metropolis: The Landmark History of Gay Life in America, escreveu que no período após a Segunda Guerra Mundial, "a cidade de Nova Iorque tornou-se a metrópole gay literal para centenas de milhares de imigrantes de dentro e fora dos Estados Unidos: o lugar que eles escolheram para aprender a viver abertamente, honestamente e sem vergonha".
A marcha anual do orgulho LGBT de Nova Iorque atravessa a Quinta Avenida e termina no Greenwich Village, em Lower Manhattan; o desfile rivaliza com a Parada do Orgulho LGBT de São Paulo, no Brasil, como a maior parada LGBT do mundo, atraindo dezenas de milhares de participantes e milhões de espectadores todos os anos em junho.
A cidade de Nova Iorque abriga a maior população de transgêneros do mundo, estimada em mais de 50 mil em 2018, concentrada em Manhattan e no Queens. No entanto, até a Rebelião de Stonewall em junho de 1969, esta comunidade se sentiu marginalizada e negligenciada pela comunidade gay.

### Religiões
O cristianismo (59%) — composto por catolicismo romano (33%), protestantismo (23%) e outros cristãos (3%) — é a religião mais prevalecente em Nova Iorque, de acordo com dados de 2014. Ele é seguido pelo judaísmo, com aproximadamente 1,1 milhão de adeptos, dos quais mais da metade vive no Brooklyn. A população judaica representa 18,4% da população da cidade. O Islã ocupa o terceiro lugar na cidade, com estimativas que variam entre 600 mil a 1 milhão de seguidores, incluindo 10% das crianças de escolas públicas da cidade. Estes três grupos religiosos maiores são seguidos pelo hinduísmo, pelo budismo e por uma variedade de outras religiões, além do ateísmo e do agnosticismo. Em 2014, 24% dos nova-iorquinos se identificaram como alguém sem afiliação religiosa.

### Criminalidade

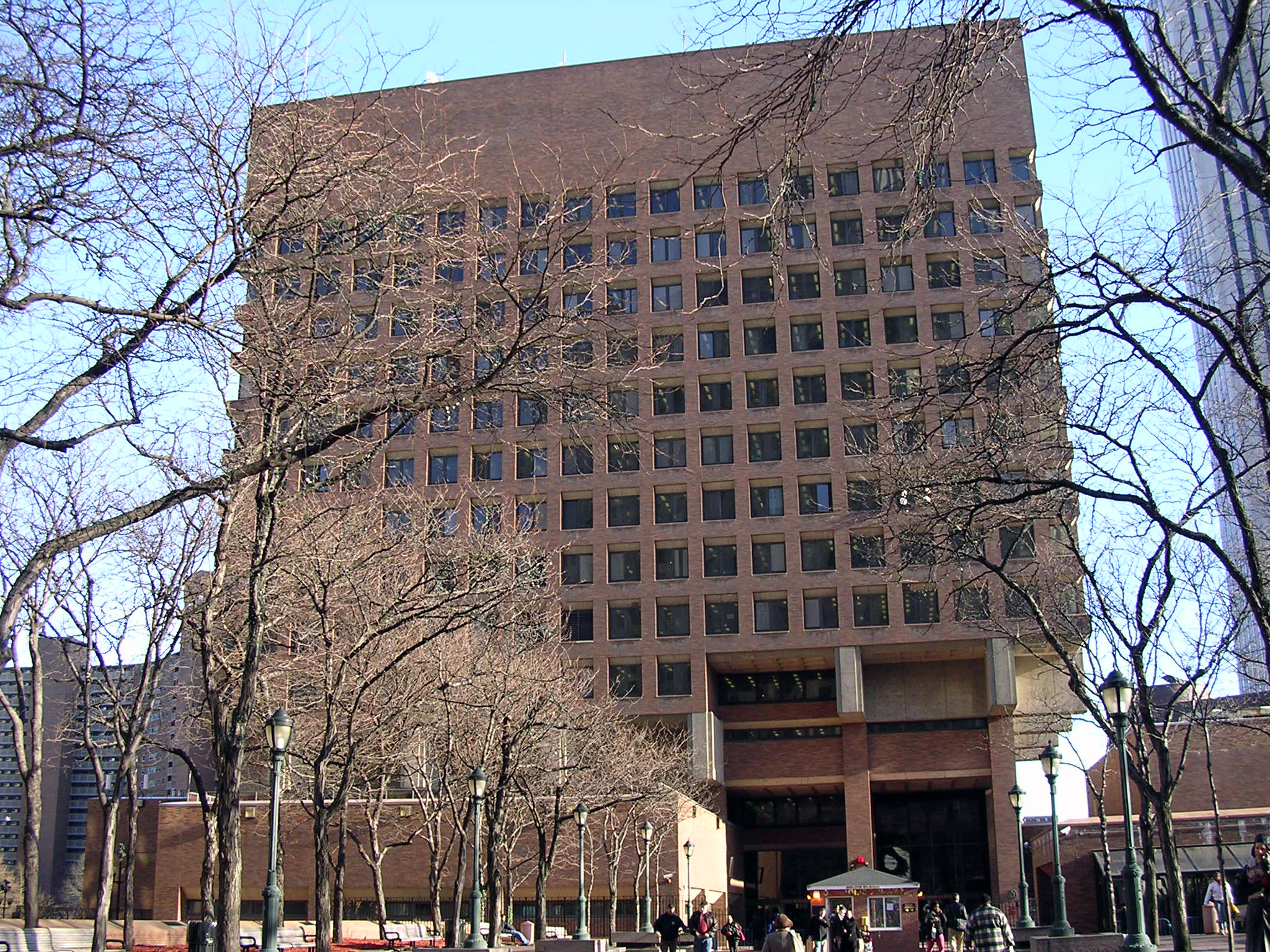
Sede do New York City Police Department

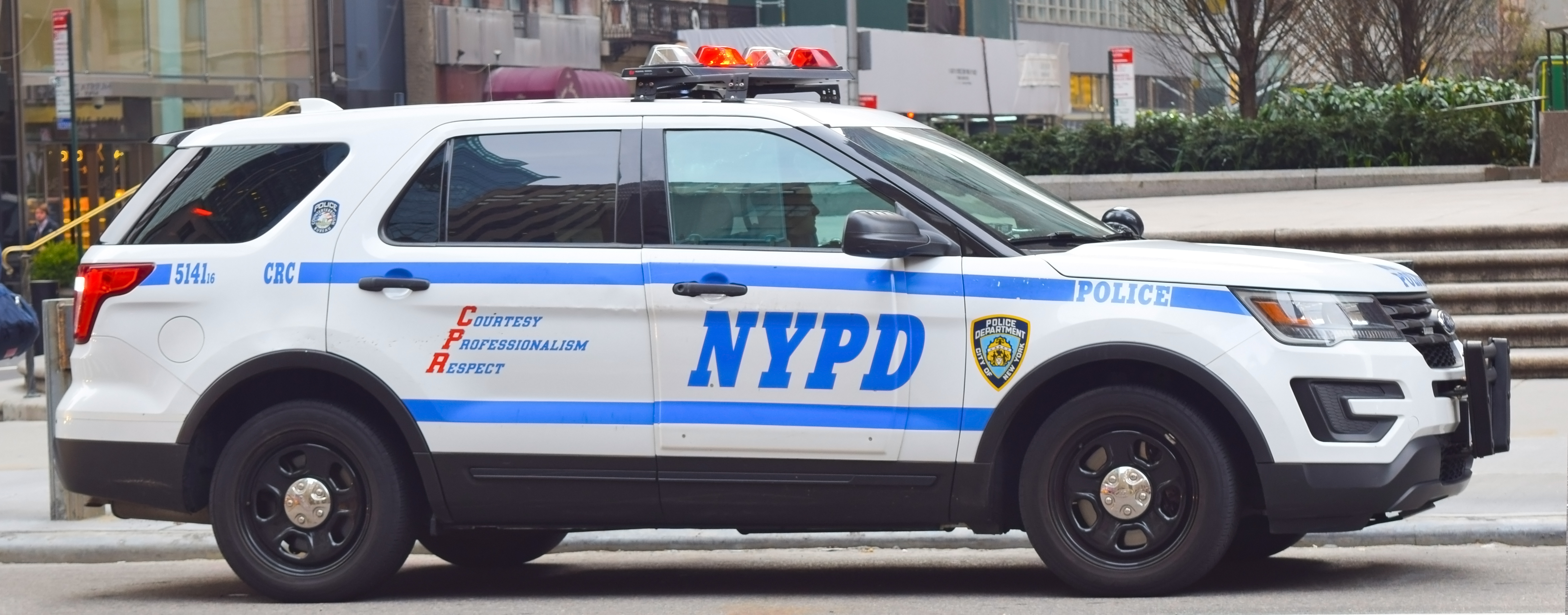
Viatura do NYPD

Desde 2005 a cidade tem a menor taxa de criminalidade entre as 25 maiores cidades dos Estados Unidos, tendo se tornado significativamente mais segura depois de um pico de criminalidade nos anos 1980 e início dos anos 1990, a partir da epidemia de crack que afetou vários bairros. Em 2002, a cidade de Nova Iorque tinha uma taxa de criminalidade igual a da cidade de Provo, em Utah, e ficou em 197º lugar em crime, entre as 216 cidades dos Estados Unidos com uma população superior a cem mil habitantes. Em Nova Iorque, os crimes violentos diminuíram mais de 75% entre 1993 e 2005 e continuou a diminuir durante períodos em que a nação como um todo viu a criminalidade aumentar.
Em 2005, a taxa de homicídios estava em seu nível mais baixo desde 1966 e em 2007 a cidade registrou menos de 500 homicídios, pela primeira vez desde que estatísticas criminais foram publicadas pela primeira vez em 1963. 95,1% de todas as vítimas de homicídio e 95,9% de todas as vítimas de tiroteios em Nova Iorque são negros ou hispânicos. E 90,2% dos detidos por homicídio e 96,7% dos detidos por atirar em alguém são negros ou hispânicos. Sociólogos e criminologistas não chegaram a um consenso sobre o que explica a redução drástica na taxa da criminalidade na cidade. Alguns atribuem o fenômeno a novas táticas usadas pelo New York City Police Department, incluindo o uso de CompStat e a teoria das janelas quebradas. Outros citam o fim da epidemia de crack e as alterações demográficas.
O crime organizado tem sido associado com a cidade de Nova Iorque, começando com os Quarenta Ladrões e os Guardas Roach na antiga área de Five Points na década de 1820. O século XX viu um aumento da máfia dominada pelas Cinco Famílias, que ainda correspondem à maior e mais poderosa organização criminosa na cidade. Gangues incluindo a Black Spades também cresceu no final do século XX. Em 1850, a cidade de Nova Iorque registrou mais de 200 guerras de gangues, em grande parte por gangues de jovens. As gangues mais proeminentes em Nova Iorque hoje são os Bloods, Crips, Latin Kings e MS-13.

## Governo e política

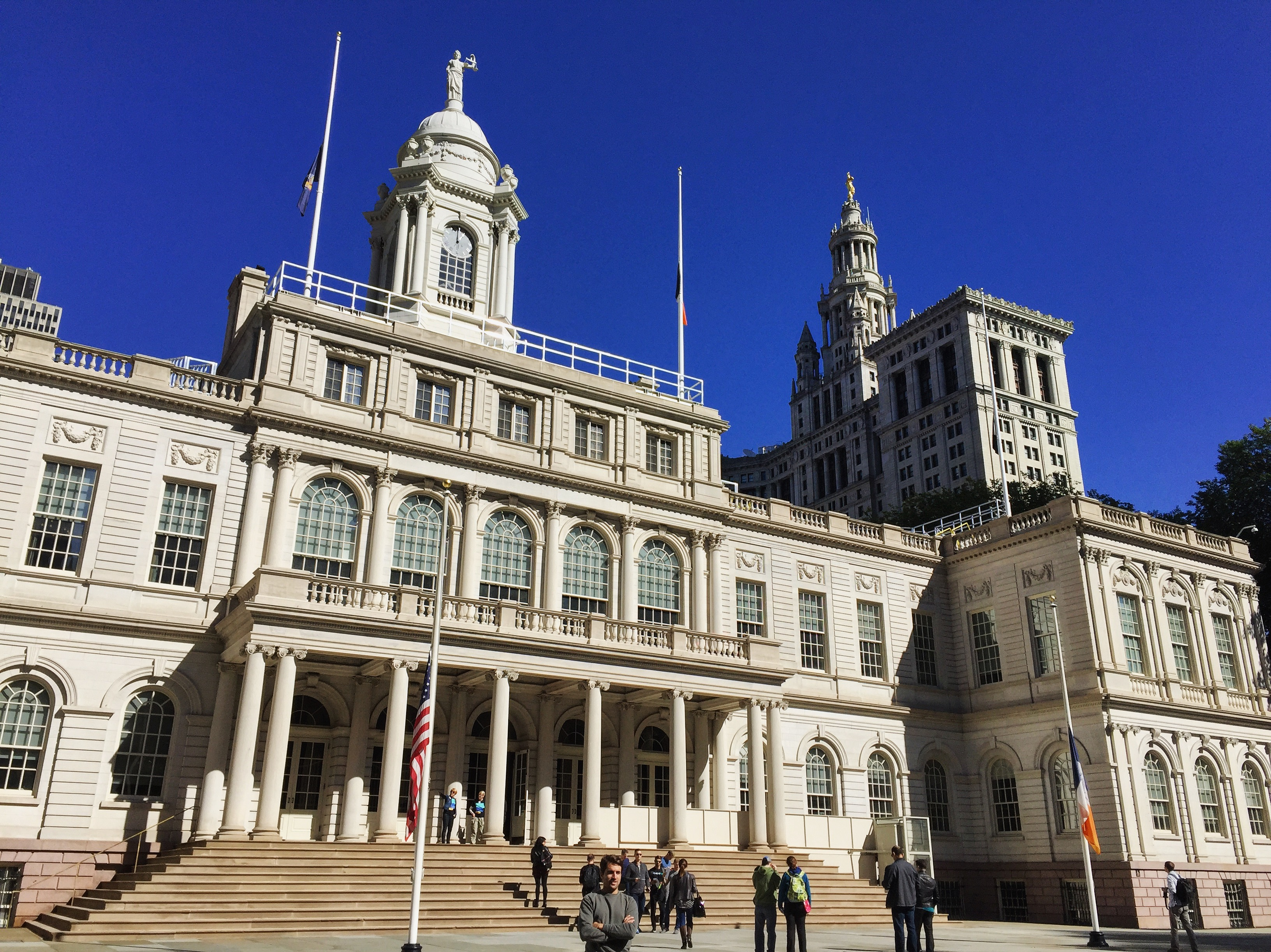
Sede da prefeitura da cidade

Desde a sua consolidação em 1898, a cidade de Nova Iorque tem sido um município metropolitano com uma forma de governo prefeito-conselho de governo "forte". O governo de Nova Iorque é mais centralizado do que o da maioria das outras cidades dos Estados Unidos. Em Nova Iorque, o governo central é responsável pela educação pública, instituições correcionais, bibliotecas, segurança pública, lazer, saneamento, abastecimento de água e serviços de bem-estar. O prefeito e os vereadores são eleitos para mandatos de quatro anos. O Conselho da Cidade de Nova Iorque é um órgão unicameral composto de 51 membros do Conselho, cujos distritos são definidos por limites geográficos da população.
O prefeito atual é Eric Adams, membro do Partido Democrata. Ele foi eleito na eleição municipal de 2022. O Partido Democrata detém a maioria das repartições públicas. Em novembro de 2008, 67% dos eleitores registrados na cidade eram democratas.
Nova Iorque é a mais importante fonte de arrecadação de fundos políticos nos Estados Unidos, sendo que quatro dos cinco principais códigos postais no país para contribuições políticas estão em Manhattan. O CEP superior, 10 021 no Upper East Side, gerou mais dinheiro para as campanhas presidenciais de 2004 de George W. Bush e John Kerry. A cidade tem um forte desequilíbrio de pagamentos com os governos nacionais e estaduais. Nova Iorque recebe 83 centavos em serviços para cada 1 dólar que envia ao governo federal em impostos (ou anualmente envia 11,4 bilhões dólares mais do que recebe de volta). A cidade também envia um adicional de 11 bilhões de dólares a cada ano para o estado de Nova Iorque do que recebe de volta.

### Cidades-irmãs
Nova Iorque possui dez cidades-irmãs reconhecidas oficialmente:
| - Tóquio, Japão (desde 1960) - Pequim, China (desde 1980) - Madrid, Espanha (desde 1982) - Cairo, Egito (desde 1982) - Santo Domingo, República Dominicana (desde 1983) | - Roma, Itália (desde 1992) - Budapeste, Hungria (desde 1992) - Jerusalém, Israel (desde 1993) - Londres, Reino Unido (desde 2001) - Joanesburgo, África do Sul (desde 2003) |

## Subdivisões
| Os cinco burgos da cidade de Nova Iorque                  |                       |            |                     |                 |
| Jurisdição                                                | Jurisdição            | População  | Área                | Área            |
| Burgo                                                     | Condado               | Censo 2020 | Em milhas quadradas | Em km quadrados |
| (1) Manhattan                                             | Nova Iorque           | 1 694 251  | 22.7                | 58.8            |
| (2) Brooklyn                                              | Kings                 | 2 736 074  | 69.4                | 179.7           |
| (3) Queens                                                | Queens                | 2 405 464  | 108.7               | 281.5           |
| (4) Bronx                                                 | Bronx                 | 1 472 654  | 42.2                | 109.3           |
| (5) Staten Island                                         | Richmond              | 495 747    | 57.5                | 148.9           |
| Cidade de Nova Iorque                                     | Cidade de Nova Iorque | 8 804 190  | 302.64              | 778.17          |
| Estado de Nova Iorque                                     | Estado de Nova Iorque | 20 201 249 | 47 126,40           | 122 056,82      |
| Fonte: Departamento do Censo dos Estados Unidos 2010–2020 |                       |            |                     |                 |

A cidade é composta por cinco distritos (boroughs), que também são condados do estado de Nova Iorque.
- Manhattan - Manhattan, Condado de Nova Iorque, é o centro econômico da cidade, e também onde a cidade de Nova Iorque possui suas origens. É o distrito mais densamente habitado de Nova Iorque (é o condado mais densamente habitado do país), e onde se localizam a maioria dos arranha-céus da cidade. Manhattan possui dois grandes centros financeiros, a Lower Manhattan (a parte sul da ilha), que é o maior e o principal da cidade (onde se localiza a Wall Street e o complexo do World Trade Center), e a Midtown Manhattan, onde está localizado o Empire State Building.
- Bronx - Bronx, Condado do Bronx, está localizado no norte da cidade, sendo o único distrito de Nova Iorque que está localizado no continente (todas as outras quatro estão localizadas em ilhas). O seu nome provém do sueco Jonas Bronck, que criou uma fazenda na região, em 1641. Bronx é um distrito predominantemente residencial. É atualmente o distrito mais pobre e violento da cidade, bem como um dos condados mais pobres e violentos do país.[185]
- Brooklyn - Brooklyn, Condado de Kings, era uma cidade administrativamente independente da Cidade de Nova Iorque até 1898, quando foi fundida com a última. Como consequência, a cidade possui bairros comerciais bem desenvolvidos, bem como o terceiro centro financeiro de Nova Iorque. Brooklyn abriga atualmente a maioria das instalações portuárias de Nova Iorque, bem como boa parte dos estabelecimentos industriais da cidade. É o distrito mais populoso de Nova Iorque.[185]
- Queens - Queens, Condado de Queens, é considerado o distrito mais multicultural de Nova Iorque, e o condado mais multicultural dos Estados Unidos. É também o maior dos cinco distritos de Nova Iorque. Antes de ter sido anexada à Cidade de Nova Iorque, Queens era composto por diversas pequenas cidades e vilas fundadas pelos neerlandeses. Atualmente, Queens é uma região predominantemente residencial, possuindo uma grande área industrial no sul. Abriga dois dos principais aeroportos da região metropolitana de Nova Iorque, o John F. Kennedy e o LaGuardia.[185]
- Staten Island - Staten Island, Condado de Richmond, localizada no extremo sudoeste de Nova Iorque, é o distrito mais isolado e menos habitado da cidade. É também o único distrito não conectado diretamente com a ilha de Manhattan, através de uma ponte ou de um túnel. Com poucos estabelecimentos industriais, Staten Island é uma região predominantemente residencial de baixa densidade, possuindo grandes áreas verdes e praias. Abriga também o Fresh Kills Landfill, anteriormente o maior aterro sanitário do mundo. A cidade atualmente está construindo um dos maiores parques urbanos do país no seu lugar.[185]

## Economia

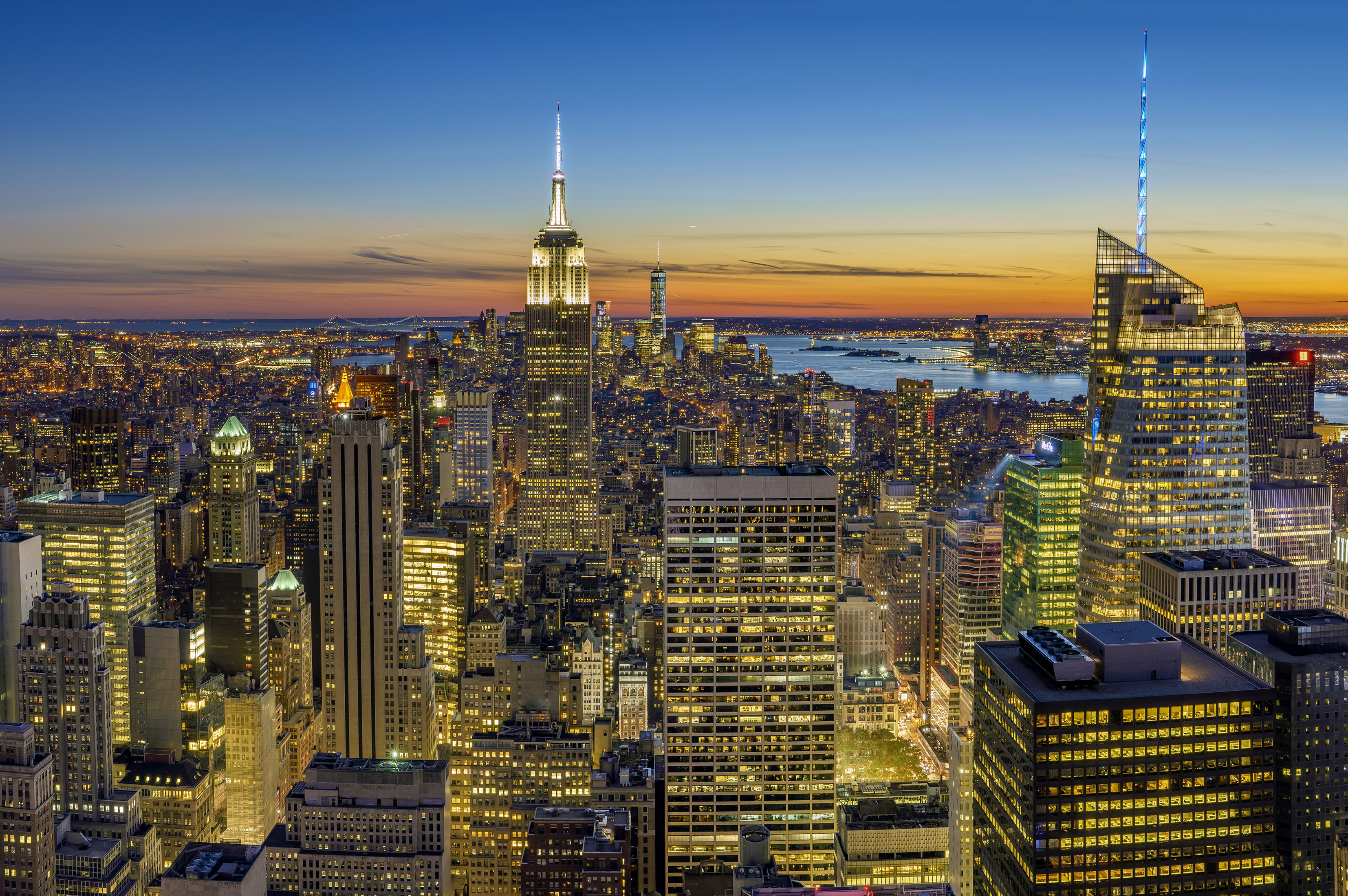
Empire State Building, em Midtown Manhattan, com o One World Trade Center (ao fundo), em Lower Manhattan, vistos do Rockfeller Center

A cidade de Nova Iorque é um centro global de negócios e comércio, como serviços bancários e financeiros, varejo, comércio mundial, transportes, turismo, imóveis, novas mídias, mídia tradicional, publicidade, serviços jurídicos, contabilidade, seguros, teatro, moda e artes; enquanto o Silicon Alley, metonímia para o amplo setor de alta tecnologia de Nova Iorque, que continua a se expandir. O Porto de Nova Iorque e Nova Jersey também é um importante motor econômico, movimentando volume recorde de carga em 2017, mais de 6,7 milhões de TEUs. A taxa de desemprego da cidade de Nova Iorque caiu para a sua baixa recorde de 4,0% em setembro de 2018.
Muitas corporações da Fortune 500 estão sediadas na cidade de Nova Iorque, assim como um grande número de corporações multinacionais. Um em cada dez empregos no setor privado na cidade é com uma empresa estrangeira. Nova Iorque foi classificada em primeiro lugar entre as cidades de todo o mundo em atração de capital, negócios e turistas. O papel da cidade como o principal centro mundial do setor publicitário é metonimicamente refletido como na Madison Avenue. A indústria da moda da cidade fornece aproximadamente 180 mil empregos com 11 bilhões de dólares em salários anuais.
Outros setores importantes incluem pesquisa e tecnologia médica, instituições sem fins lucrativos e universidades.
O chocolate é a principal exportação de alimentos especiais de Nova Iorque, com até 234 milhões de dólares em exportações a cada ano. Empreendedores estavam formando um "Distrito Chocolate" no Brooklyn a partir de 2014, enquanto a Godiva, um dos maiores chocolatiers do mundo, continua a ter sua sede em Manhattan.

### Mercado financeiro

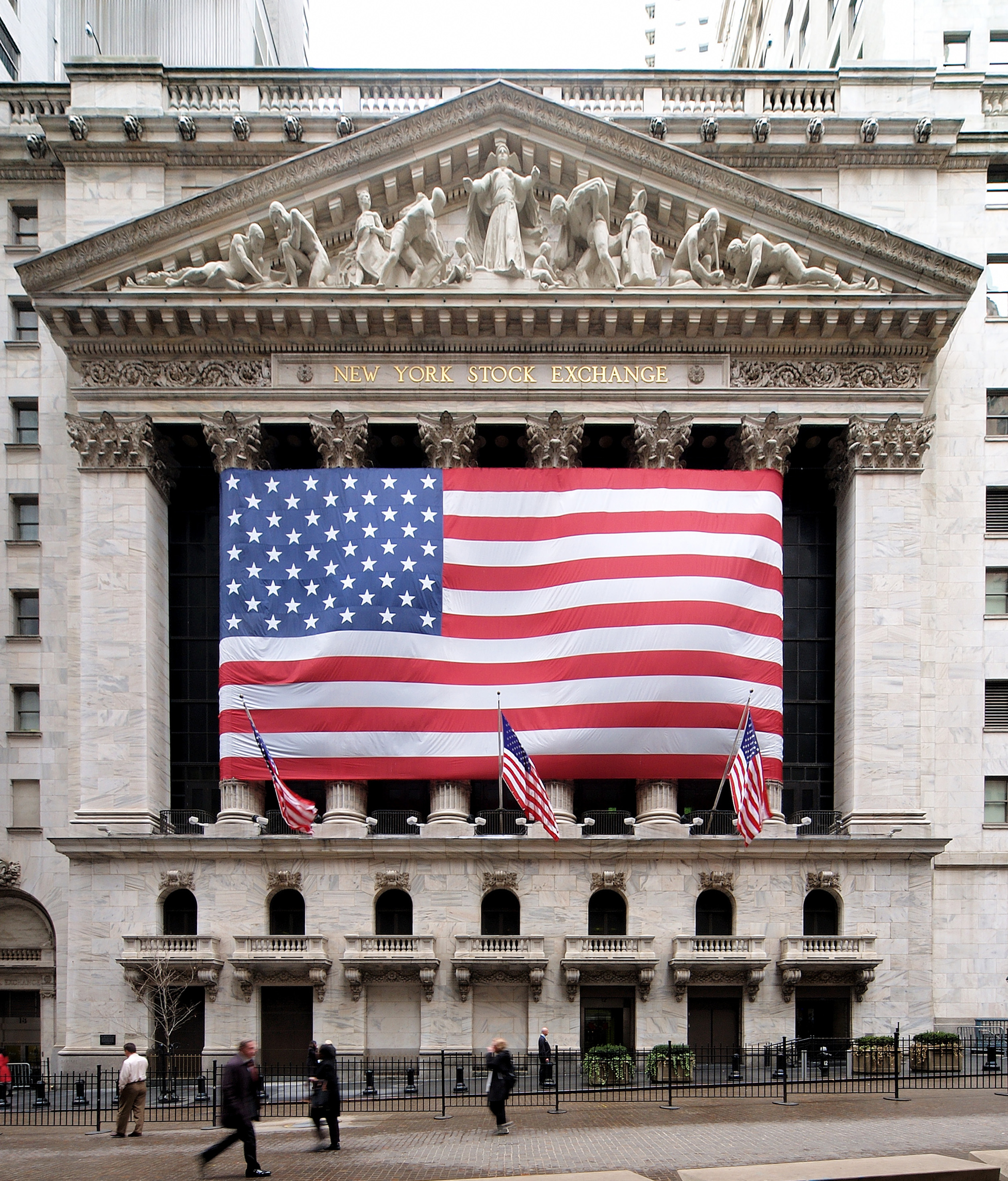
A Bolsa de Nova Iorque em Wall Street, por uma margem significativa, é a maior bolsa de valores do mundo por capitalização de mercado de suas empresas listadas, em 23,1 trilhões de dólares em abril de 2018

O setor econômico mais importante da cidade está em sua função de sede da indústria financeira dos Estados Unidos, conhecida metonimicamente como Wall Street. A indústria de valores mobiliários da cidade, que gerou 163 400 empregos em agosto de 2013, continua a formar o maior segmento do setor financeiro e um importante motor econômico local, respondendo em 2012 por 5% dos empregos no setor privado da cidade, 8,5% (3,8 bilhões de dólares) de sua receita tributária e 22% do total de salários da cidade, incluindo um salário médio de 360 700 dólares.
A região de Lower Manhattan abriga a sede da Bolsa de Valores de Nova Iorque, em Wall Street, e a NASDAQ, na 165 Broadway, representando a maior e a segunda maior bolsas de valores do mundo, respectivamente, quando avaliadas tanto pelo volume médio diário quanto pela média de negociação quanto por capitalização de mercado de suas empresas listadas em 2013. As taxas bancárias de investimento em Wall Street totalizaram aproximadamente 40 bilhões de dólares em 2012, enquanto em 2013, altos executivos do banco de Nova Iorque que gerenciam funções de risco e conformidade ganharam até 324 mil dólares por ano. No ano fiscal de 2013–14, a indústria de valores mobiliários de Wall Street gerou 19% da receita tributária do estado de Nova Iorque.
A cidade continua sendo o maior centro global de negociação em mercados de capitais de empresas de capital aberto e títulos financeiros, impulsionado em parte pelo tamanho e pelo desenvolvimento financeiro da economia dos Estados Unidos.:31–32 Nova Iorque também lidera na gestão de fundos hedge; private equity e no volume monetário de fusões e aquisições. Vários bancos de investimento e gerentes de investimentos sediados em Manhattan são participantes importantes de outros centros financeiros globais.:34–35 Nova Iorque também é o principal centro bancário comercial do país.
Muitos dos maiores conglomerados de mídia do mundo também estão baseados na cidade. Manhattan continha mais de 46,5 milhões de metros quadrados de escritórios em 2018, o que a torna o maior mercado de escritórios nos Estados Unidos, enquanto Midtown Manhattan, com 37,2 milhões de metros de quadrados em 2018, é o maior distrito central de negócios do mundo.

### Tecnologia e biotecnologia
O Silicon Alley, centrado em Manhattan, é um termo usado para se referir a esfera que engloba as indústrias de alta tecnologia da região metropolitana de Nova Iorque, que envolve Internet, novas mídias, telecomunicações, mídia digital, desenvolvimento de software, design de jogos e tecnologia financeira ("FinTech"), além de outros campos da tecnologia da informação que são apoiados pelo seu ecossistema de empreendedorismo e investimentos de capital de risco. Em 2015, o Silicon Alley gerou mais de 7,3 bilhões de dólares em investimentos de capital de risco em um amplo espectro de empresas de alta tecnologia.
Empresas startups de alta tecnologia e empregos estão crescendo na cidade de Nova Iorque e na região, reforçadas pela posição da cidade na América do Norte como o principal hub e centro de telecomunicações da Internet, incluindo sua proximidade de várias linhas troncais transatlânticas de fibras ópticas, seu capital intelectual e sua extensa rede sem fio. A Verizon Communications, sediada em 140 West Street, em Lower Manhattan, estava nos estágios finais em 2014 da conclusão de uma atualização de 3 bilhões de dólares em telecomunicações por fibra óptica em toda Nova Iorque.
Em 2014, a cidade recebeu 300 mil funcionários do setor de tecnologia, que tem reivindicado uma parcela maior da economia local desde 2010. A Tech: NYC, fundada em 2016, é uma organização sem fins lucrativos que representa a indústria de tecnologia de Nova Iorque com o governo, instituições cívicas, nos negócios e na mídia, cujos principais objetivos são aumentar ainda mais a base substancial de talentos tecnológicos e defender políticas que estimulem as empresas de tecnologia a crescer na cidade.
O setor de biotecnologia também está crescendo na cidade de Nova Iorque, com base na força da cidade em pesquisa científica acadêmica e apoio financeiro público e comercial. Em 19 de dezembro de 2011, o então prefeito Michael R. Bloomberg anunciou a escolha da Universidade Cornell e do Instituto de Tecnologia de Israel de construir uma escola de pós-graduação em ciências aplicadas de 2 bilhões de dólares chamada Cornell Tech na Roosevelt Island com o objetivo de transformar Nova Iorque na principal capital de tecnologia do mundo.
Em meados de 2014, a Accelerator, uma firma de investimentos em biotecnologia, levantou mais de 30 milhões de dólares de investidores, incluindo Eli Lilly and Company, Pfizer e Johnson & Johnson, para o financiamento inicial para criar startups de biotecnologia no Alexandria Center for Life Science, que abrange mais de 65 mil metros quadrados na East 29th Street e promove a colaboração entre cientistas e empreendedores com instituições acadêmicas, médicas e de pesquisa da região. A Early Stage Life Sciences Funding Initiative da New York City Development Corporation e seus parceiros de capital de risco, incluindo Celgene, General Electric e Eli Lilly, comprometeram um mínimo de 100 milhões de dólares para ajudar a lançar de 15 a 20 empreendimentos em ciências da vida e biotecnologia na cidade.

### Setor imobiliário

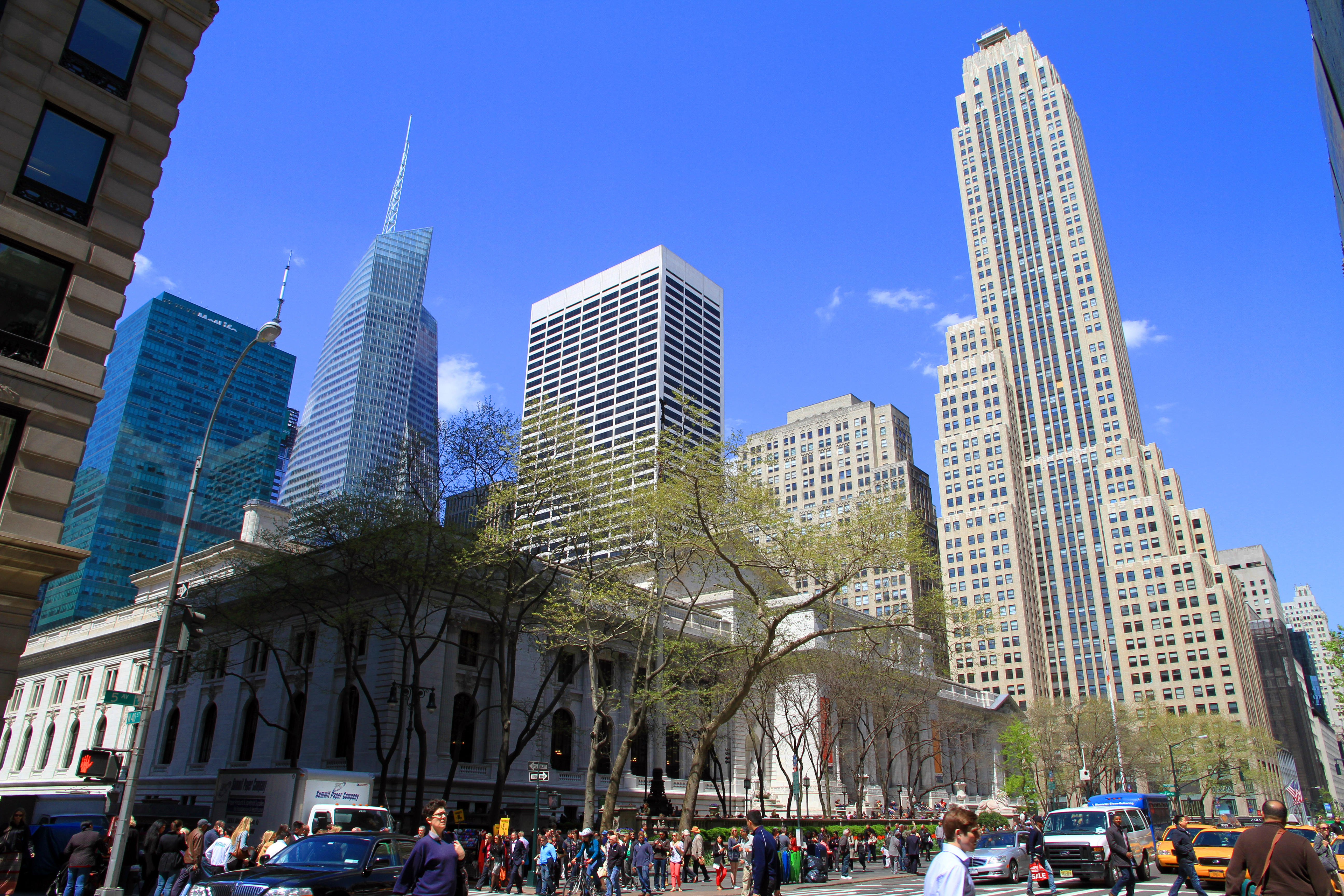
A Quinta Avenida, um dos metros quadrados mais caros do mundo

O setor imobiliário é uma força importante na economia da cidade, já que o valor total de todos os imóveis de Nova Iorque foi avaliado em 1,072 trilhão de dólares no ano fiscal de 2017, um aumento de 10,6% em relação ao ano anterior, com 89% do aumento dos efeitos de mercado. O Time Warner Center é o imóvel com maior valor de mercado listado na cidade, com 1,1 bilhão de dólares em valor de mercado em 2006.
A cidade de Nova Iorque abriga alguns dos imóveis mais valiosos do país e do mundo. O edifício 450 Park Avenue foi vendido em 2 de julho de 2007 por 510 milhões de dólares, aproximadamente 17 104 dólares por metro quadrado, o que quebrou o recorde de um prédio de escritórios vendido por 15 887 dólares por metro quadrado em junho de 2007 no número 660 da Madison Avenue.
Em 2014, Manhattan era o lar de seis dos dez principais códigos postais nos Estados Unidos por preço médio da habitação. A Quinta Avenida, no centro de Manhattan, detém as maiores rendas do mercado imobiliário do mundo, a 32 mil dólares por metro quadrado em 2017. Em 2019, a venda mais cara nos Estados Unidos foi concluída em Manhattan, a um preço de venda de 238 milhões de dólares, para um apartamento de cobertura de 2 200 metros quadrados e com vista para o Central Park.

### Mídia e entretenimento

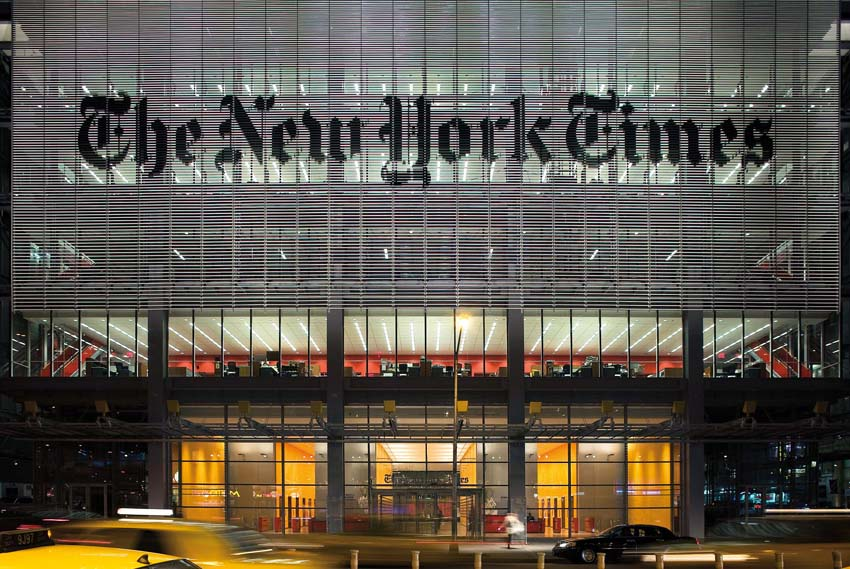
Sede do jornal The New York Times

Nova Iorque é um local proeminente para a indústria do entretenimento do país, sendo que os enredos de muitos filmes, séries de televisão, livros e outras mídias se passam na cidade. Em 2012, Nova Iorque foi o segundo maior centro de produção cinematográfica e televisiva dos Estados Unidos, produzindo cerca de 200 longas-metragens por ano e empregando 130 mil pessoas. A indústria do entretenimento filmado vem crescendo em Nova Iorque, contribuindo com quase 9 bilhões de dólares para a economia da cidade em 2015.
Em volume, Nova Iorque é a líder mundial na produção cinematográfica independente um terço de todos os filmes independentes estadunidenses são produzidos em Nova Iorque. A Associação de Produtores Comerciais Independentes também está baseada na cidade. Somente nos primeiros cinco meses de 2014, filmagens de locação para episódios pilotos de televisão em Nova Iorque superaram os níveis recorde de produção para todo o ano de 2013, sendo que Nova Iorque superou Los Angeles como a melhor cidade norte-americana pela mesma distinção durante o ciclo 2013/2014.

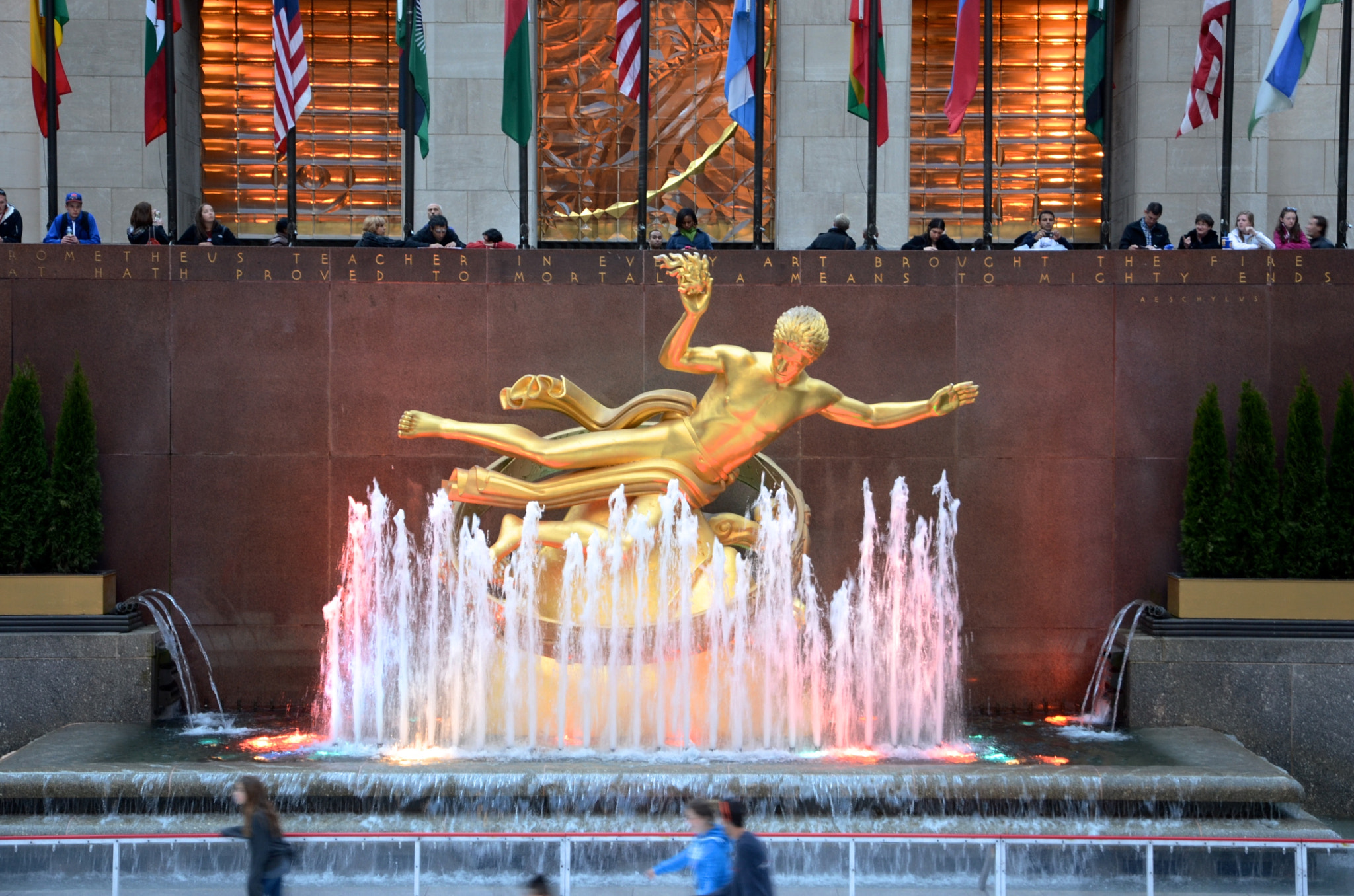
O Rockefeller Center é o lar da NBC

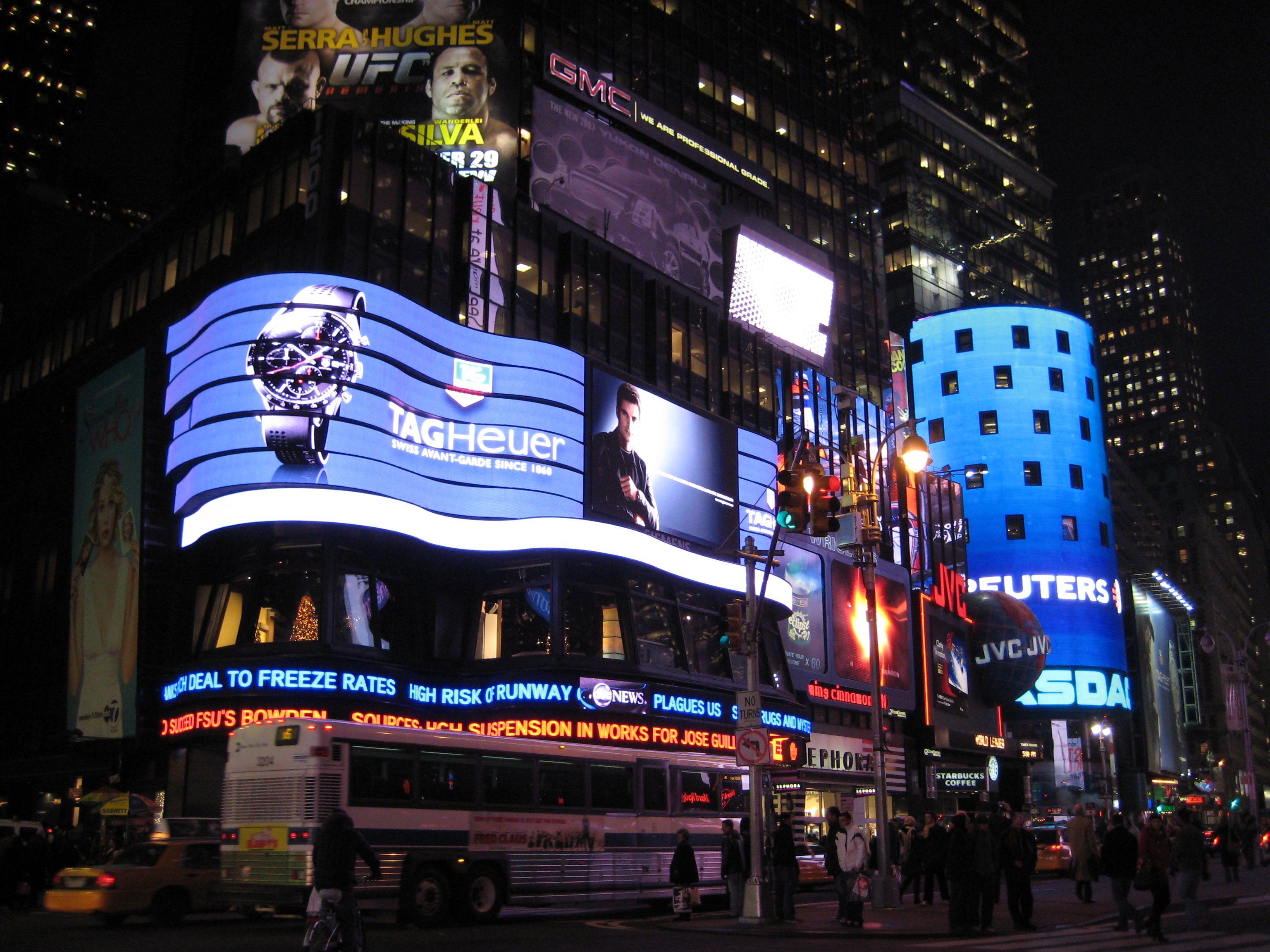
Times Square Studios da ABC, com a sede da NASDAQ ao fundo

A cidade também é um centro para os setores de publicidade, música, jornais, mídia digital e editoriais e é também o maior mercado de mídia da América do Norte. Alguns dos conglomerados e instituições de mídia da cidade incluem a Time Warner, a Thomson Reuters, a Associated Press, a Bloomberg L.P., a News Corporation, a New York Times, a NBCUniversal, a Hearst Corporation, a AOL e a Fox Corporation, e a Paramount Global. Sete das oito maiores redes globais de agências de publicidade do mundo têm sua sede em Nova Iorque. Duas das três principais sedes das gravadoras estão em Nova Iorque: Sony Music Entertainment e Warner Music Group. A Universal Music Group também possui escritórios em Nova Iorque.
Mais de 200 jornais e 350 revistas têm escritórios na cidade e a indústria editorial emprega cerca de 25 mil pessoas. Dois dos três jornais diários nacionais com as maiores circulações nos Estados Unidos são publicados em Nova Iorque: The Wall Street Journal e The New York Times, que ganhou o maior número de prêmios Pulitzer de jornalismo. Os principais tabloides da cidade incluem o New York Daily News, fundado em 1919 por Joseph Medill Patterson, e o The New York Post, fundado em 1801 por Alexander Hamilton. A cidade também tem uma imprensa étnica abrangente, com 270 jornais e revistas publicados em mais de 40 idiomas. O El Diario La Prensa é o maior diário de língua espanhola de Nova Iorque e o mais antigo do país. O The New York Amsterdam News, publicado no Harlem, é um proeminente jornal afro-americano. O The Village Voice, historicamente o maior jornal alternativo dos Estados Unidos, anunciou em 2017 que cessaria a publicação da sua edição impressa e converter-se-ia num empreendimento totalmente digital.
A indústria da televisão e do rádio se desenvolveu em Nova Iorque e é um importante empregador na economia da cidade. As três principais redes de transmissão do país estão todas sediadas em Nova Iorque: a ABC, a CBS e a NBC. Muitas redes de cabo também estão localizadas na cidade, como a MTV, a Fox News, a HBO, a Showtime, a Bravo, a Food Network, a AMC e a Comedy Central. A cidade de Nova Iorque opera um serviço de transmissão pública, o NYC Media, que produziu vários shows originais vencedores do Emmy e que cobre música e cultura nos bairros da cidade.
Nova Iorque também é um importante centro de mídia educacional não comercial. O canal de televisão de acesso público mais antigo dos Estados Unidos é a Manhattan Neighborhood Network, fundada em 1971. A WNET é a principal estação de televisão pública da cidade e uma fonte primária de programação televisiva do Public Broadcasting Service (PBS). A WNYC, uma estação de rádio pública de propriedade da cidade até 1997, tem a maior audiência entre as rádios públicas dos Estados Unidos.

### Turismo

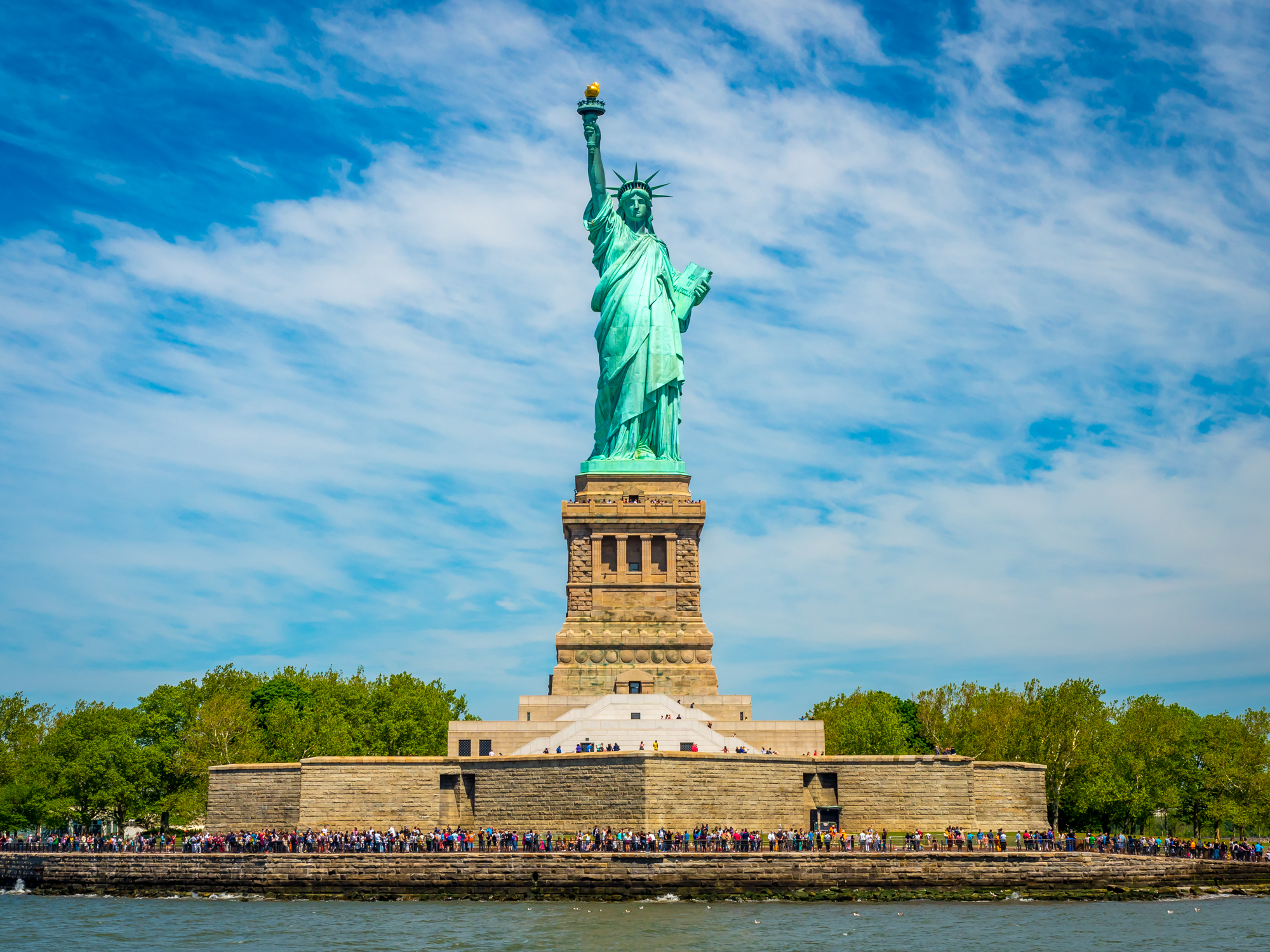
A Estátua da Liberdade, na Ilha da Liberdade

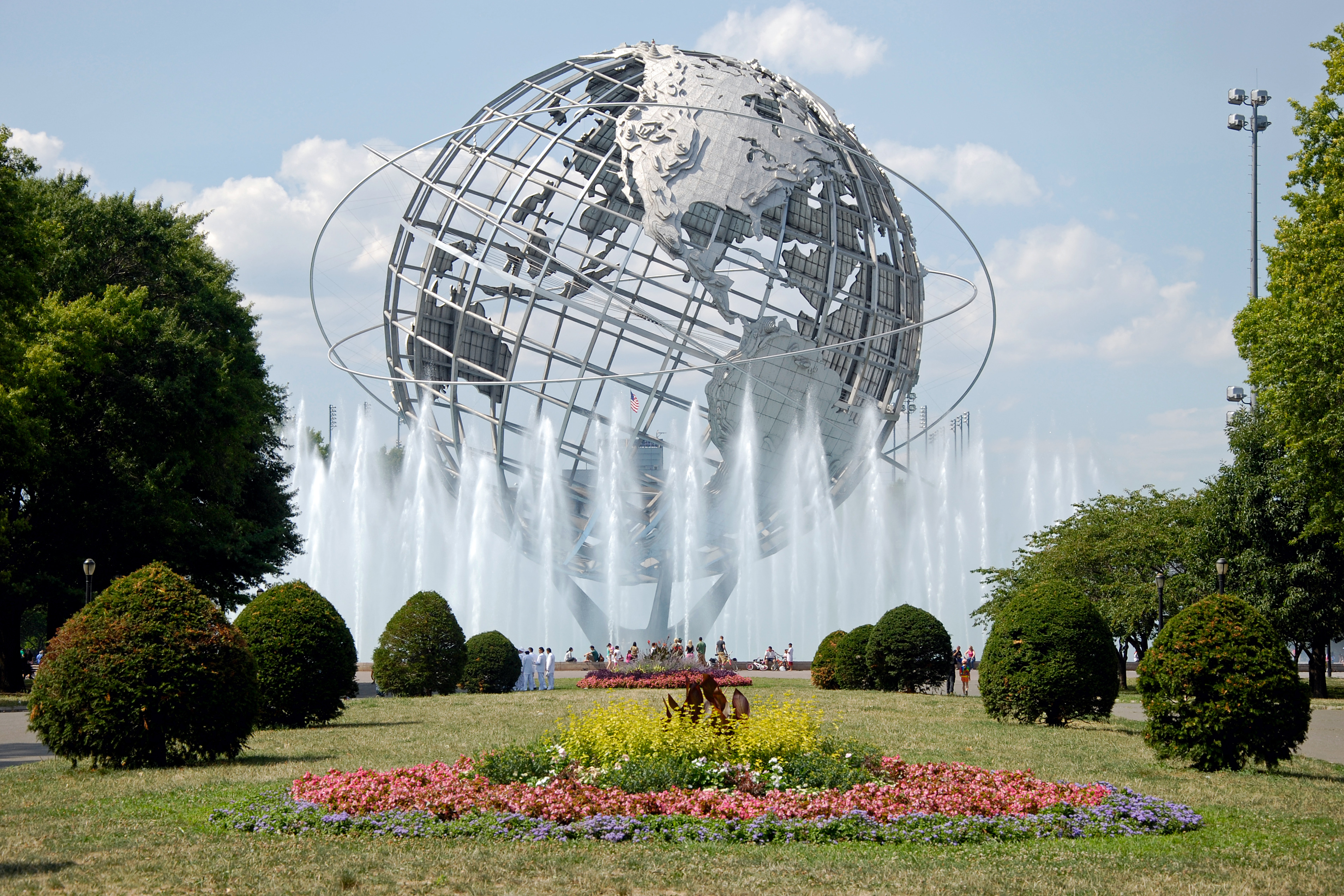
Unisphere em Flushing Meadows-Corona Park, no Queens

O turismo é uma indústria vital para a cidade de Nova Iorque, que tem testemunhado um crescente volume combinado de turistas nacionais e internacionais, recebendo o oitavo recorde anual consecutivo de aproximadamente 62,8 milhões de visitantes em 2017. O turismo gerou uma alta histórica de 61,3 bilhões de dólares em impacto econômico geral para a cidade de Nova Iorque em 2014. Aproximadamente 12 milhões de visitantes da cidade de Nova Iorque eram de fora dos Estados Unidos, com os números mais altos do Canadá, Reino Unido, Brasil, França, Alemanha e Austrália.
I Love New York é um logotipo e uma música que são a base de uma campanha publicitária e têm sido usados desde 1977 para promover o turismo na cidade de Nova Iorque, e mais tarde para promover o estado de Nova Iorque também. O logotipo da marca registrada, de propriedade do Departamento de Desenvolvimento Econômico do Estado de Nova Iorque.
Entre os principais destinos turísticos da cidade estão a Times Square; as produções teatrais da Broadway; o Empire State Building; a Estátua da Liberdade; Ellis Island; a sede das Nações Unidas; museus como o Metropolitan Museum of Art; áreas verdes como o Central Park e o Washington Square Park; Rockefeller Center; o Chinatown de Manhattan; compras de luxo ao longo da Quinta Avenida e da Madison Avenue; e eventos como a Parada de Dia das Bruxas em Greenwich Village; a Parada do Dia de Ação de Graças da Macy's; a iluminação da Árvore de Natal do Rockefeller Center; a Bola da Times Square durante as comemorações de Ano Novo; o desfile do Dia de São Patrício; atividades sazonais como patinação no gelo no Central Park no inverno; o Festival de Cinema de Tribeca e apresentações gratuitas no Central Park no Summerstage.
As principais atrações nos bairros fora de Manhattan incluem o Flushing Meadows-Corona Park e o Unisphere no Queens; o Zoológico do Bronx; Coney Island, no Brooklyn; e o Jardim Botânico de Nova Iorque, no Bronx. A New York Wheel, uma roda-gigante de 192 metros de altura, está em construção na costa norte de Staten Island, com vista para a Estátua da Liberdade, o porto de Nova Iorque e o horizonte de Lower Manhattan.
Manhattan estava a caminho de ter uma estimativa de 90 mil quartos de hotel no final de 2014, um aumento de 10% em relação a 2013. Em outubro de 2014, o Anbang Insurance Group, com sede na China, comprou o Waldorf Astoria New York por 1,95 bilhão de dólares, tornando-o o hotel mais caro do mundo já vendido.

## Infraestrutura

### Saúde pública

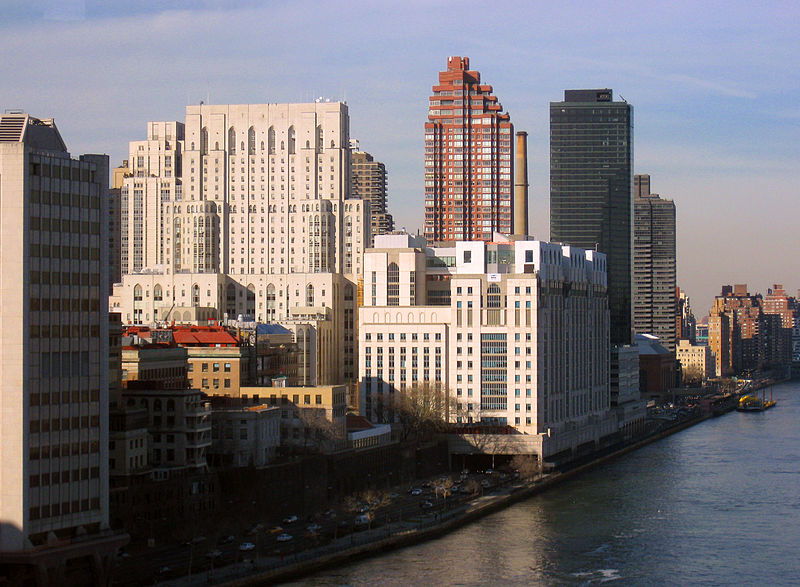
Hospital Presbiteriano de Nova Iorque, o complexo branco ao centro, o maior hospital e maior empregador privado em Nova Iorque

A Corporação de Saúde e Hospitais da Cidade de Nova Iorque (HHC, sigla em inglês) opera os hospitais públicos e clínicas na cidade de Nova Iorque. Uma corporação de utilidade pública com receita anual de 6,7 bilhões de dólares, a HHC é o maior sistema de saúde municipal dos Estados Unidos e atende a 1,4 milhão de pacientes, incluindo mais de 475 mil residentes da cidade sem seguro de saúde. A HHC foi criada em 1969 pela Assembleia Legislativa do Estado de Nova Iorque como uma corporação de utilidade pública (Capítulo 1016 das Leis de 1969) e opera 11 hospitais de cuidados graves, cinco casas de repouso, seis centros de diagnóstico e tratamento e mais de 70 centros de atendimento primário baseados na comunidade, atendendo principalmente aos pobres e à classe trabalhadora. O MetroPlus Health Plan da HHC é um dos maiores provedores de seguros de saúde patrocinados pelo governo de Nova Iorque e é o plano preferido de quase meio milhão de nova-iorquinos.
As instalações da HHC fornecem anualmente milhões de serviços a nova-iorquinos, interpretados em mais de 190 idiomas. O hospital mais conhecido do sistema HHC é o Hospital Bellevue, o hospital público mais antigo dos Estados Unidos, designado para tratamento do Presidente dos Estados Unidos e outros líderes mundiais se ficarem doentes ou feridos enquanto estiverem em Nova Iorque. O presidente da HHC é Ramanathan Raju, MD, cirurgião e ex-CEO do sistema de saúde do Condado de Cook, em Illinois. Em agosto de 2017, o prefeito Bill de Blasio assinou uma lei que proíbe as farmácias de vender cigarros depois que suas licenças existentes expirarem, de acordo com dados de 2018.

### Educação

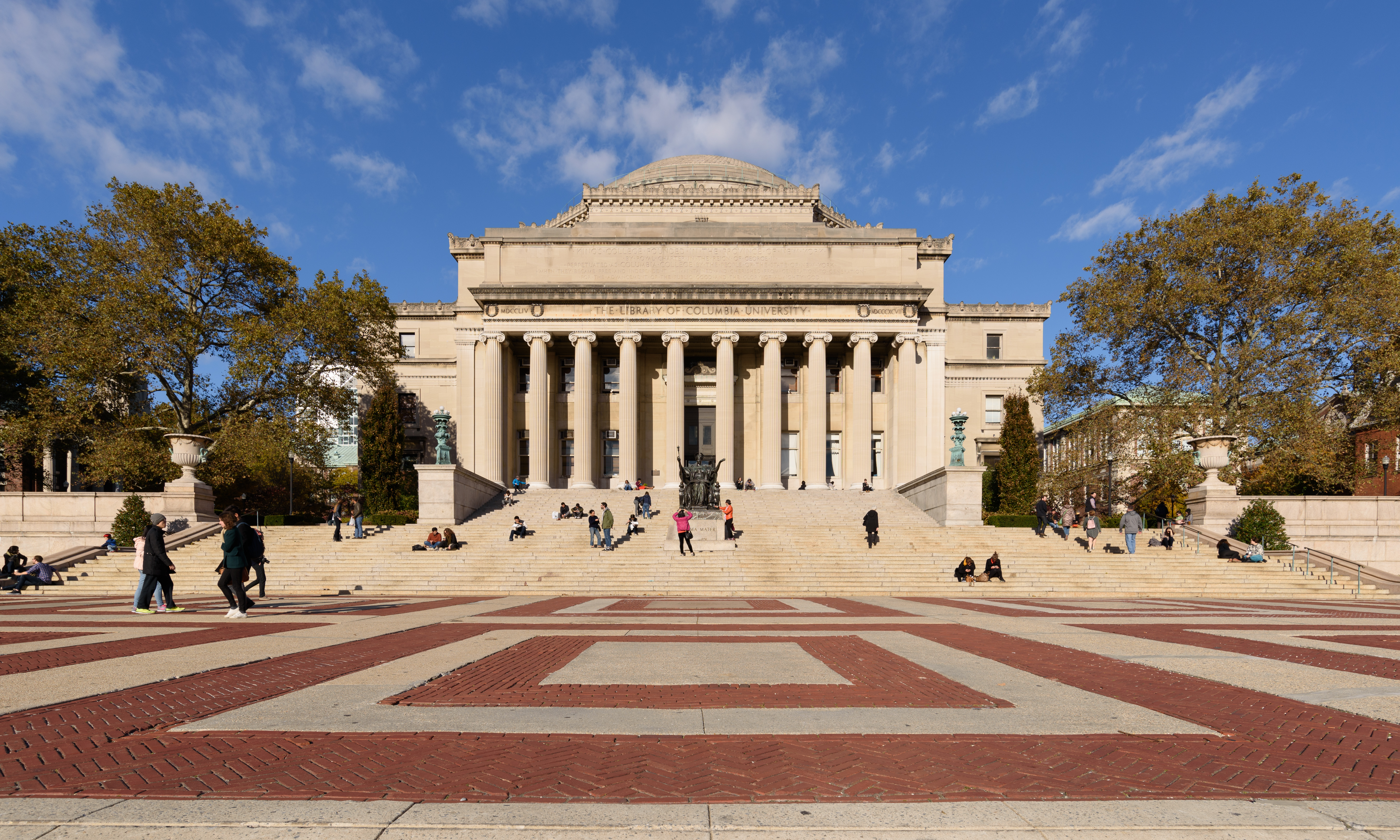
Universidade Columbia, a mais antiga instituição de ensino superior da cidade

Nova Iorque possui o maior sistema de educação pública e privada dos Estados Unidos. O distrito escolar de escolas públicas da cidade é administrado pelo prefeito. Este indica um oficial especializado (chamado oficialmente de superintendente de educação pública), que examina o sistema educacional da cidade e então indica oito membros (de um total de 13) do Conselho de Educação da Cidade de Nova Iorque. Os outros cinco membros são escolhidos pelos presidentes de cada uma das cinco regiões da cidade, e precisam ser pais de estudantes estudando no sistema escolar público da cidade. O Conselho de Educação da Cidade de Nova Iorque controla um total de 960 escolas, que são responsáveis pela educação de mais de um milhão de estudantes.
A maior universidade da cidade é a Universidade da Cidade de Nova Iorque, instituição pública que se encontra entre as maiores universidades do mundo, atendendo a um total de 220 mil estudantes. A Universidade Columbia, instituição privada, é a mais antiga instituição de ensino superior da cidade, tendo sido criada como King's College (Colégio do Rei) em 1754, e inclui o Barnard College, uma escola superior de "artes liberais" (liberal arts) que somente oferece graduação para mulheres. Outras universidades importantes são a Universidade de Nova Iorque, Universidade Fordham (Fordham University) e a Universidade de São João (St. John's University), todas instituições privadas, sendo as duas últimas católicas.

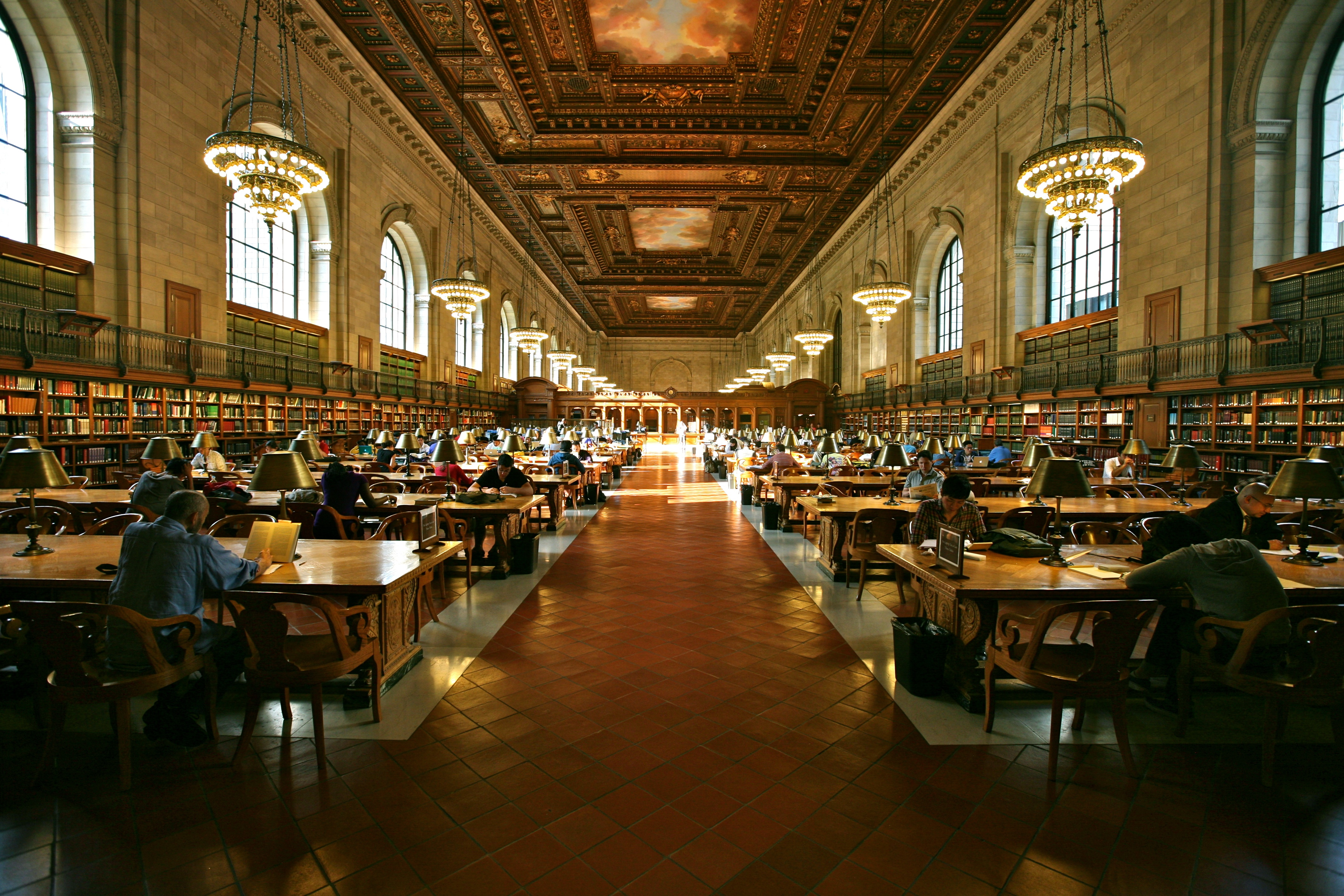
Sala de leitura da Biblioteca Pública de Nova Iorque

Além dessas universidades, Nova Iorque possui muitas outras instituições de ensino superior, em boa parte especializadas ou para pequeno número de alunos, tais como a Universidade Rockefeller (Rockefeller University), voltada para o ensino e pesquisa médica de ponta; e a Juilliard School, famoso conservatório de música, teatro e dança.
As bibliotecas municipais de Nova Iorque são administradas por três órgãos públicos diferentes: A New York Public Library System é responsável pelas bibliotecas municipais localizadas em Manhattan, Bronx e Staten Island. A Brooklyn Public Library é responsável pelas bibliotecas municipais localizadas em Brooklyn, e a Queens Borough Public Library atende o distrito de Queens. No total, são aproximadamente 200 bibliotecas municipais. Além das bibliotecas municipais, Nova Iorque possui mais de mil bibliotecas que são administradas por escolas, universidades, faculdades e outras empresas privadas. Muitas destas bibliotecas são altamente especializadas. Um exemplo é a Biblioteca Dag Hammarskjöld, localizada na sede da ONU, especializada em livros que tratam primariamente sobre relações internacionais e paz mundial.

### Corpo de bombeiros

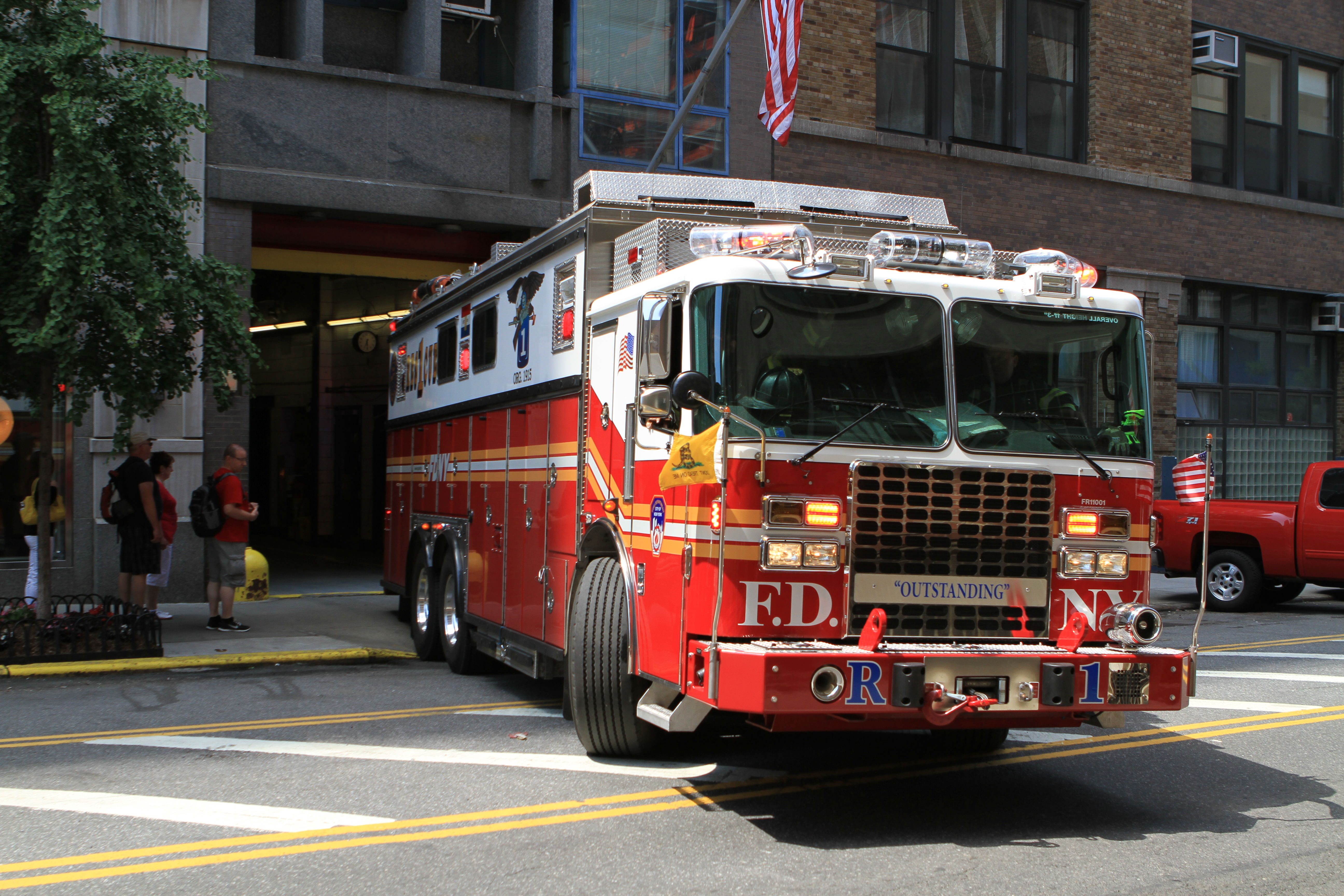
O Corpo de Bombeiros de Nova Iorque (FDNY, sigla em inglês) é o maior dos Estados Unidos

O Corpo de Bombeiros de Nova Iorque (FDNY) fornece proteção contra incêndio, resgate técnico, resposta primária a perigos biológicos, químicos e radioativos e serviços médicos de emergência para os cinco distritos de Nova Iorque. O FDNY é o maior departamento municipal de bombeiros nos Estados Unidos e o segundo maior do mundo depois do corpo de bombeiros de Tóquio, no Japão. O FDNY emprega aproximadamente 11 080 bombeiros e mais de 3 300 paramédicos uniformizados.
O corpo de bombeiros enfrenta desafios de combate a incêndios multifacetados de várias maneiras, exclusivos de Nova Iorque. Além de responder a tipos de prédios que vão desde residências em estruturas de madeira a estruturas altas, existem muitas pontes e túneis isolados, bem como grandes parques e áreas arborizadas que podem dar origem a incêndios florestais.
A sede do FDNY está localizada no edifício 9 MetroTech Center, no centro do Brooklyn, enquanto a sede da Academia do Corpo de Bombeiros está localizada na Randalls Island.

### Transportes

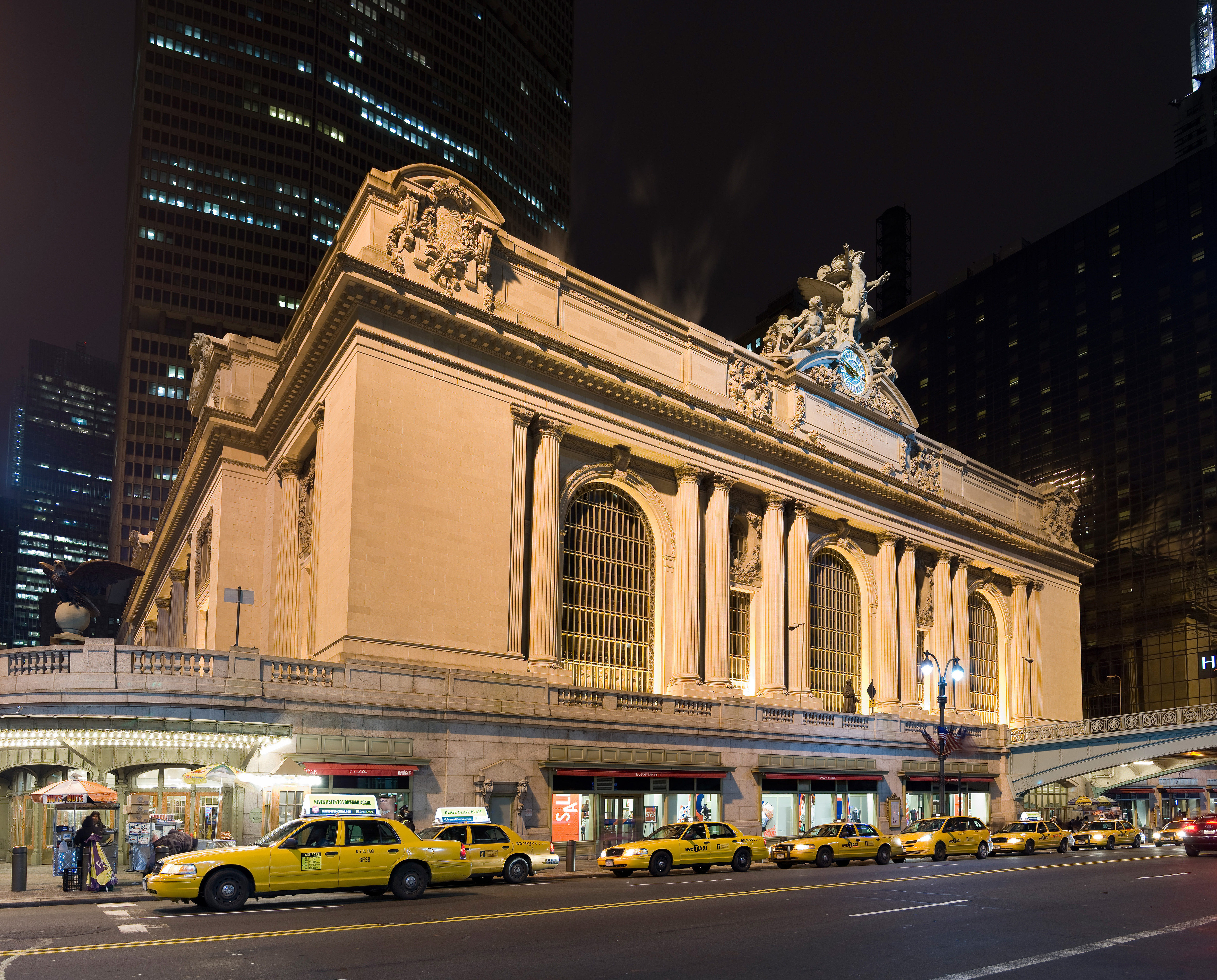
Grand Central Terminal, um importante terminal ferroviário e metroviário localizado em Manhattan

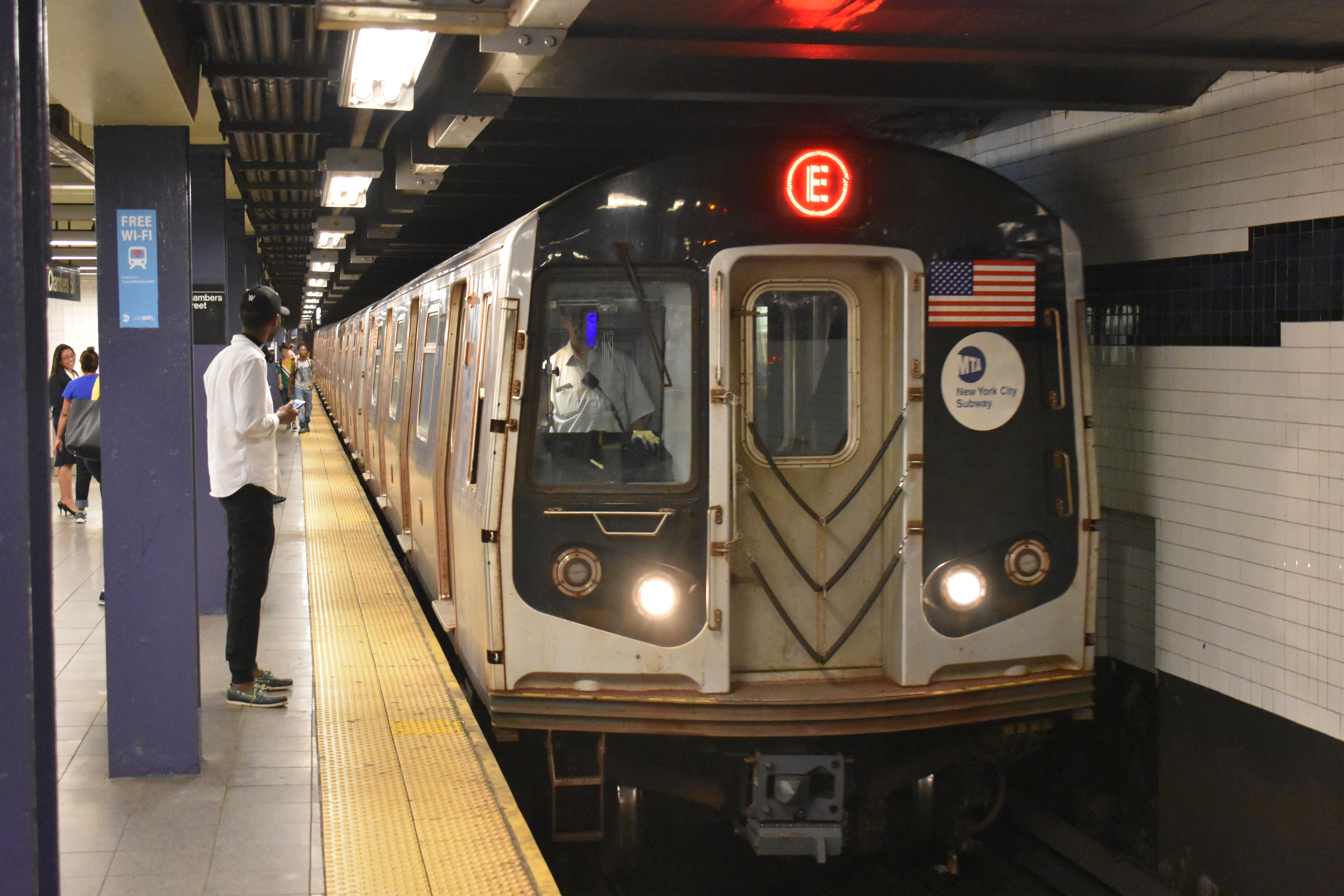
Trem do Metrô de Nova Iorque, o maior sistema de transporte de massa do mundo por número de estações

Ponte Verrazano-Narrows, sobre o estreito The Narrows, entre Staten Island e o Brooklyn

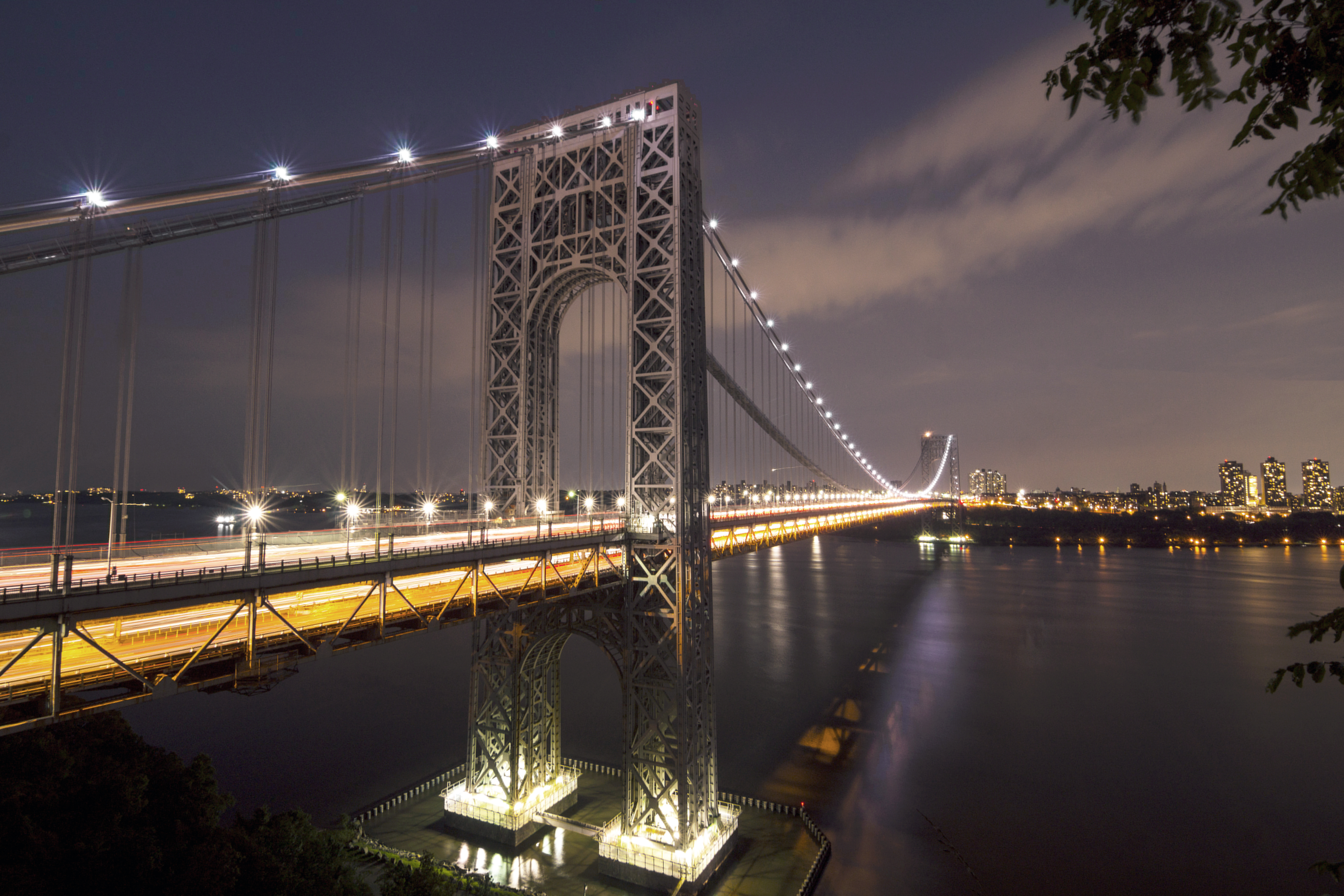
Ponte George Washington, sobre o rio Hudson, entre Manhattan e o distrito de Fort Lee, em Nova Jersey

Nova Iorque e sua região metropolitana possuem um sistema de transporte enorme e complicado. Os nova-iorquinos fazem uso de uma gama variada de opções de transporte, locomovendo-se a pé, de bicicletas, carros, táxis, ônibus, metrô, Balsas e helicópteros, todos meios de transporte populares na cidade. Em terra, Nova Iorque possui um sistema extensivo de transporte público e vias expressas. Nova Iorque possui o espaço aéreo mais movimentado do mundo, com três aeroportos movimentados, e a maior frota de helicópteros do mundo. O transporte pela água é significativo, através de ferries, barcos turísticos e lanchas.
Ao contrário de outras grandes cidades americanas onde o automóvel é o método mais usado de transporte, e que possuem, em geral, péssimos sistemas de transporte público, a cidade de Nova Iorque possui um sistema extensivo, porém, complicado de transporte público. Cerca de cinco milhões de pessoas usam o sistema de transporte público da cidade diariamente. Este sistema é administrado pela New York City Transit Authority. O sistema de metrô de Nova Iorque possui 368 quilômetros de extensão e 468 estações. 1400 milhões de pessoas utilizam o metrô anualmente.
Nova Iorque possui duas estações centrais: o Grand Central Terminal e o Pennsylvania Station. Na década de 1960, a parte superior da Pennsylvania Station foi demolida para dar lugar à Madison Square mas trens continuam a operar debaixo do solo. Antes do rápido crescimento das linha aéreas na década de 1950, centenas de milhares de passageiros de todas as partes do país passavam por uma destas duas estações diariamente. Atualmente, centenas de milhares de pessoas ainda continuam a usar estas estações mas a maioria delas são pessoas que moram na região metropolitana de Nova Iorque, e que usam trens como meio de locomoção para o trabalho.
Nova Iorque possui um sistema enorme e complicado de vias públicas, e um sistema extensivo de vias expressas espalha-se pela cidade. Mesmo assim, problemas de trânsito existem, especialmente em Manhattan, onde grandes congestionamentos são comuns de manhã e no final da tarde. As diversas regiões de Nova Iorque estão separadas por grandes massas de água (168 km²), e muitas pontes, bem como alguns túneis, conectam estas regiões entre si, como o Holland Tunnel e o Lincoln Tunnel, a Ponte do Brooklyn, a Ponte de Manhattan, a Ponte do Queensboro, a Ponte Williamsburg, a Ponte George Washington e a Ponte Verrazano-Narrows.
O Porto de Nova Iorque já foi o mais movimentado dos Estados Unidos, especialmente entre 1900 a 1970. Atualmente o porto da cidade continua a ser um dos mais importantes do país, embora sua importância tenha sido gradualmente reduzida pelos portos operando no Rio São Lourenço (Montreal, especialmente), e nos Grandes Lagos (Chicago e Cleveland).
A Balsa de Staten Island é a rota de balsa mais movimentada do mundo, transportando mais de 23 milhões de passageiros de julho de 2015 a junho de 2016 através de uma rota de 8,2 quilômetros entre Staten Island e Lower Manhattan. Funciona 24 horas por dia.
A região metropolitana de Nova Iorque possui três grandes aeroportos, todos controlados pela Port Authority (Autoridade Portuária). Tais aeroportos movimentam em conjunto mais de cem milhões de passageiros por ano.

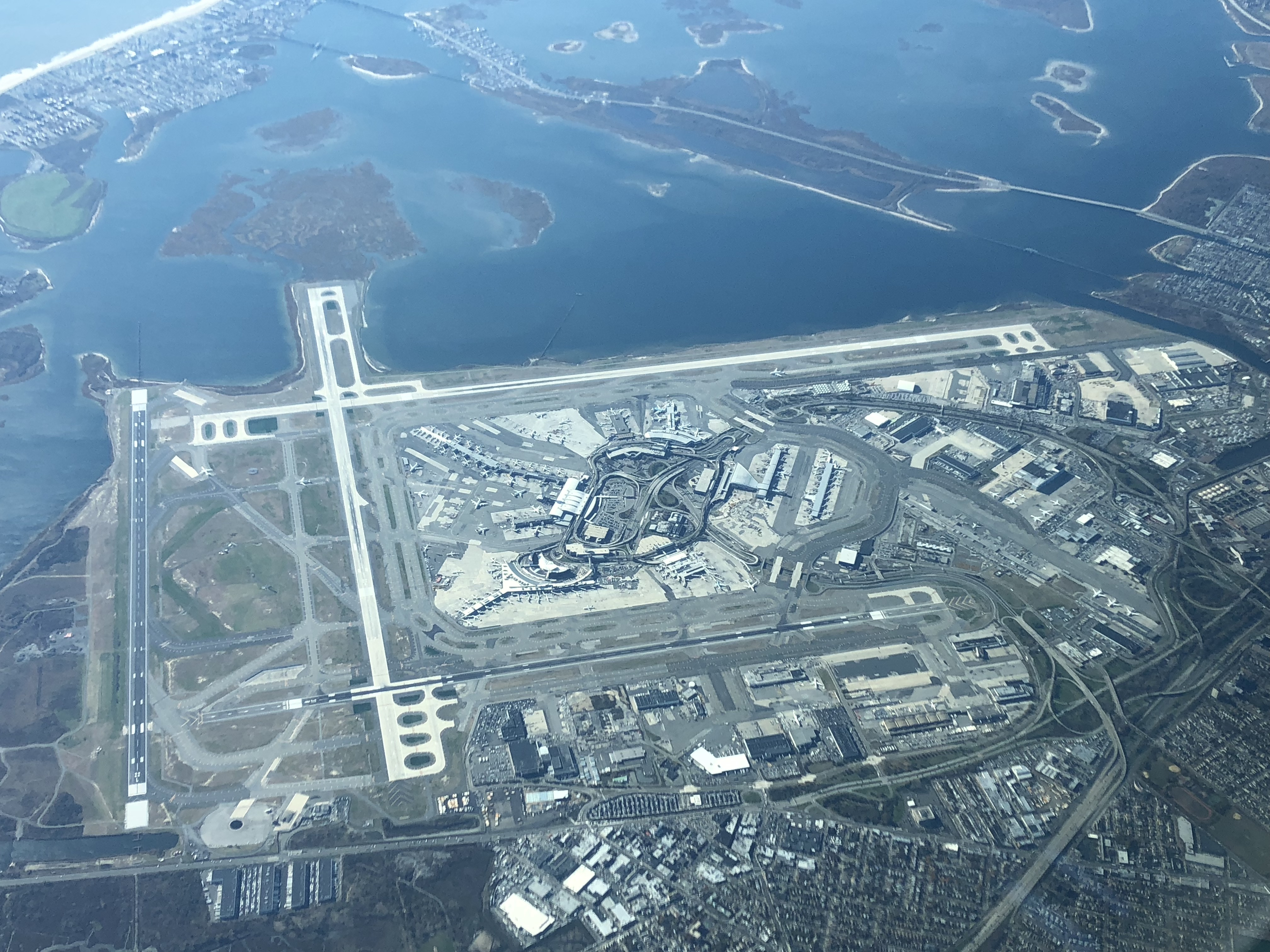
Aeroporto Internacional John F. Kennedy, no Queens

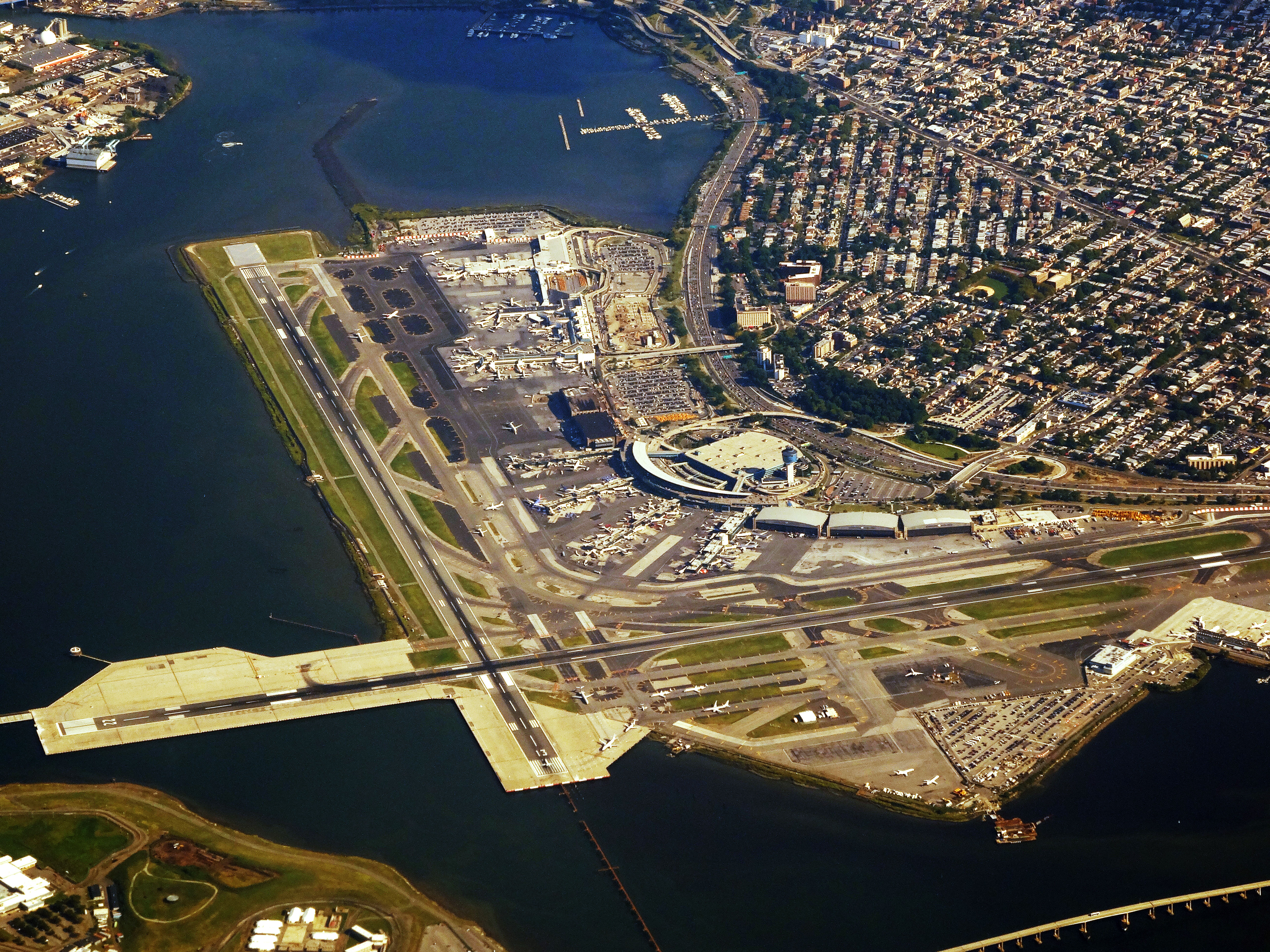
Aeroporto LaGuardia, também no Queens

O Aeroporto Internacional John F. Kennedy (JFK), localizado em Queens, opera voos internacionais e domésticos, e é um hub da American Airlines, da Delta Airlines e da JetBlue Airways. O complexo movimenta mais de 59 milhões de passageiros por ano e é o aeroporto mais movimentado da região metropolitana de Nova Iorque. O Aeroporto Internacional de Newark (EWR), localizado entre Elizabeth e Newark (em Nova Jérsei), opera tanto voos internacionais como domésticos e é um hub da United Airlines. Movimenta aproximadamente 33 milhões de passageiros por ano. O Aeroporto LaGuardia (LGA), localizado em Queens, movimenta primariamente voos domésticos e voos vindo do Canadá e é hub da American Airlines (e sua filial) American Eagle e Delta (e Delta Express). Opera cerca de 26 milhões de passageiros por ano.
A Port Authority também controla o Aeroporto Teterboro, o quarto aeroporto mais movimentado da região metropolitana de Nova Iorque, localizado na cidade de Teterboro, Nova Jérsei, que movimenta primariamente voos da aviação geral. A Port Authority um sistema de metrô que conecta os aeroportos de JFK e Newark com o sistema de metrô da cidade de Nova Iorque. A região metropolitana de Nova Iorque também possui outros cinco aeroportos de menor porte, como White Plains/Westchester County (HPN) e Islip/Long Island (ISP) que servem primariamente a aviação geral ou regional.

## Cultura

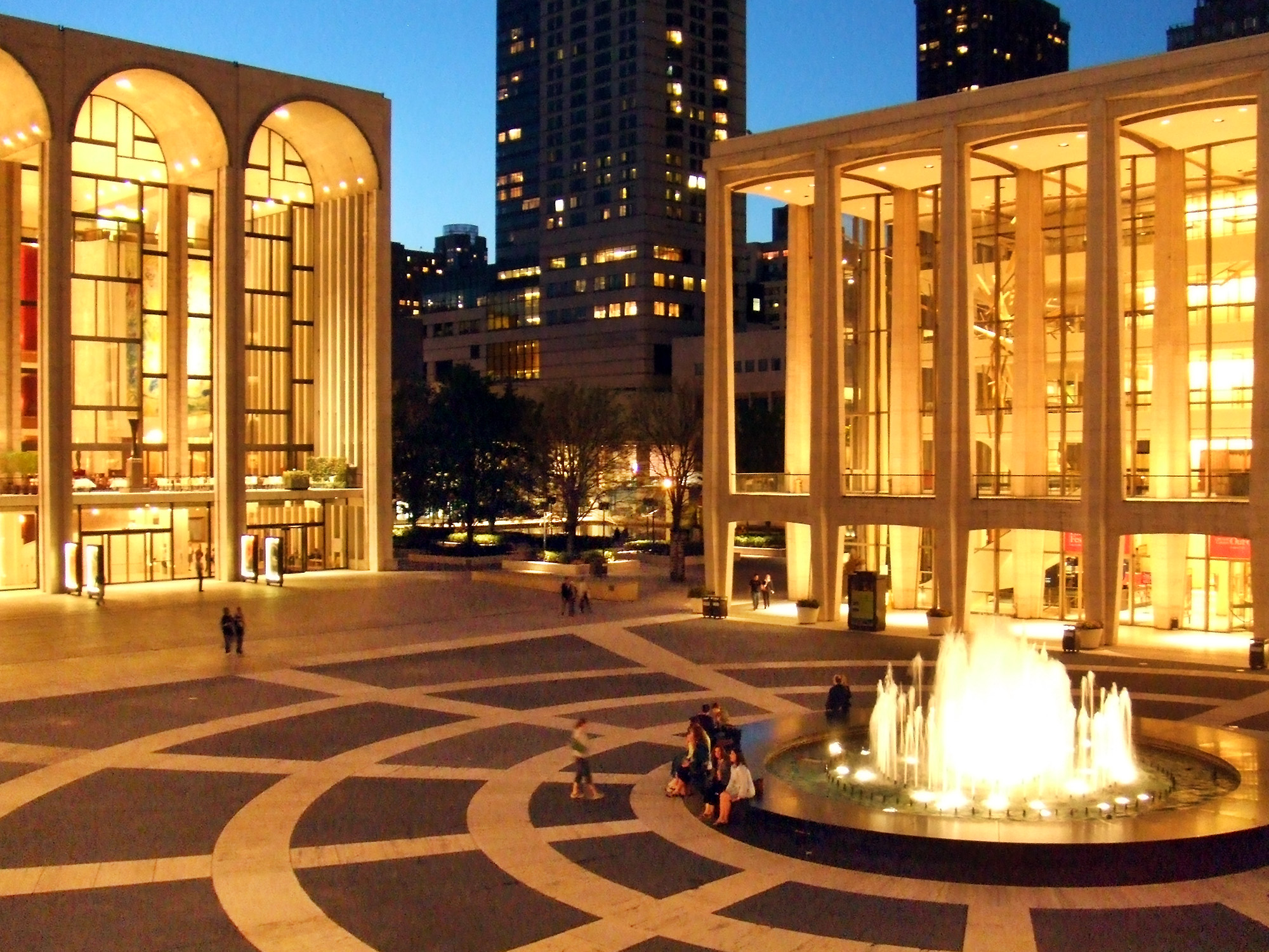
Lincoln Center ao anoitecer

Nova Iorque é uma cidade altamente ativa. Na linguagem americana, "em um minuto nova-iorquino" ("in a New York minute") significa "imediatamente". Os residentes da região metropolitana de Nova Iorque geralmente referem-se a ela através de expressões como "A Cidade" ("The City") e o acrônimo "NYC" (uma abreviação de "New York City").
Nova Iorque possui muitos cognomes. O mais famoso deles é "A Grande Maçã" (The Big Apple), expressão mundialmente conhecida. Outros apelidos incluem "Gotham", "a Cidade Nua" (the Naked City), "A capital do mundo" (The capital of the world) e "A cidade que nunca dorme" (The city that never sleeps), termo imortalizado pela voz de Frank Sinatra, em sua interpretação da famosa canção "New York, New York".
É a cidade mais multicultural dos Estados Unidos, e uma das mais diversificadas etnicamente do mundo. É atualmente a segunda maior porta de entrada de imigrantes do país, superada apenas por Los Angeles. Sua multiculturalidade lhe proporciona um sabor internacional e o estereótipo de que os Estados Unidos são uma "nação de imigrantes". O governo municipal emprega milhares de tradutores, capazes de traduzir um total de 180 idiomas diferentes.
Por causa de grandes congestionamentos, especialmente em Manhattan, e de um excelente sistema de transporte público (especialmente seu sistema de metrô), seis de cada dez pessoas usam o transporte público ou vão a pé para o trabalho, criando um tipo de "cultura pedestrial", sensivelmente diferente daquela existente em outras grandes cidades americanas (destaque para Los Angeles), onde é a "cultura do carro" que predomina. Por curiosidade, mais de 65% da população não possuem carros. Mesmo o ex-prefeito, o bilionário Michael Bloomberg, usa trens públicos todo dia como meio de locomoção.

### Arquitetura

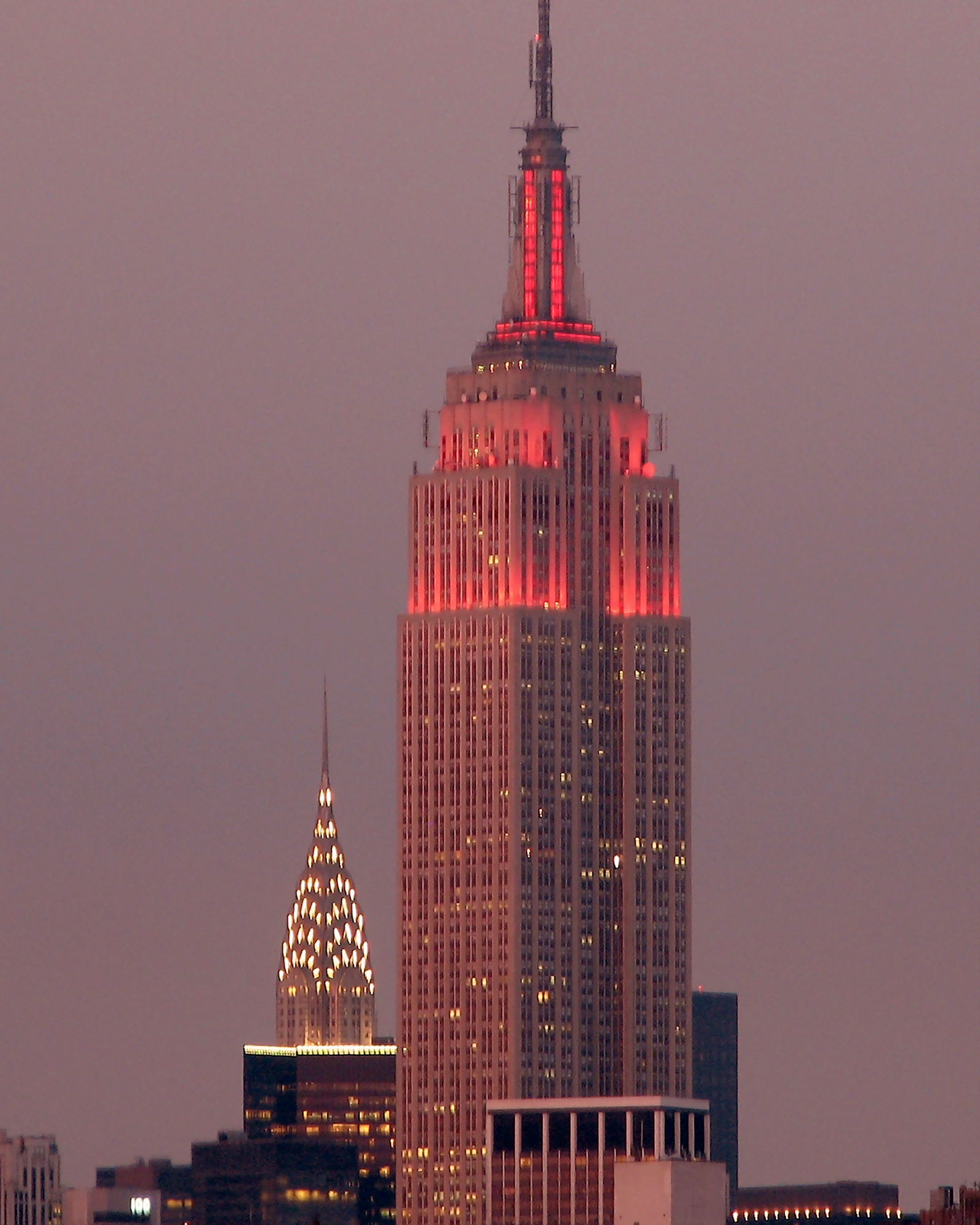
Empire State Building e Chrysler Building, ambos construídos no estilo Art Deco

Nova Iorque é conhecida mundialmente pelos seus arranha-céus e edifícios espalhados por toda cidade concentrando a maioria deles em Manhattan. Muitos destes altos edifícios são famosos mundo afora. O Flatiron Building, com seus 22 andares, foi um dos primeiros a serem inaugurados em Nova Iorque, em 1902.
Na década de 1930 muitos arranha-céus foram construídos. Primeiramente, o Chrysler Building (77 andares), finalizado em 1930. O Empire State Building (102 andares), um dos principais cartões postais da cidade, foi finalizado em 1931. O Rockefeller Center (72 andares) foi inaugurado em 1940 e possui uma grande praça, famosa especialmente no inverno.
Ao longo das décadas de 1950 e 1960, muitos edifícios de vidro foram construídos em Manhattan e no Brooklyn. Entre eles está a sede da Organização das Nações Unidas.
Em 1973 as torres gêmeas ocuparam o posto de prédios mais altos, com seus 110 andares e 410 metros de altura. Isso durou até 2001, quando foram destruídas nos ataques de 11 de Setembro. Atualmente o edifício mais alto da cidade é o One World Trade Center, o principal de uma série de novíssimos arranha-céus construídos em Lower Manhattan no local e imediações das torres gêmeas.
A arquitetura da cidade de Nova Iorque não se destaca apenas pelos altos edifícios. A Estátua da Liberdade, montada em 1884 na França, desmontada e transportada em navios para ser finalmente remontada em Nova Iorque, foi inaugurada em 1886. Esta estátua muito comumente era a primeira vista dos muitos imigrantes que chegavam até a década de 1970.
Muitas igrejas são famosas pelo estilo gótico de arquitetura, entre elas estão a Catedral Episcopal de São João, o Divino, a Catedral Católica de São Patrício e a Igreja Riverside.
Outras estruturas de interesse arquitetônico são casas de pedra marrons localizadas em Manhattan e no Brooklyn. A maioria destas estruturas foram construídas ao longo do século XVIII para acomodação de uma única família. Atualmente, porém, muitas delas foram divididas em apartamentos menores.

### Artes e museus
Nova Iorque é berço de muitos dos estilos artísticos (especialmente na área de literatura, drama e música) que depois se espalharam para o resto dos Estados Unidos. Uma das formas de arte mais populares é o teatro. A maioria das melhores e mais conhecidas peças americanas foram criadas e/ou estrearam na cidade.
Organizações musicais de renome internacional incluem a Orquestra Filarmônica de Nova Iorque, uma das mais reconhecidas orquestras do mundo, e a Metropolitan Opera Association, uma companhia de ópera. Muitos concertos liderados por artistas conhecidos internacionalmente são feitos no Carnegie Hall, localizado perto do Central Park.
Milhares de artistas moram em Nova Iorque, onde vendem suas obras de arte, como esculturas, pinturas, e outras, para museus, empresas, organizações e outras pessoas interessadas. Muitos destes artistas possuem seus estúdios, onde eles criam suas obras de arte, em hangares e depósitos abandonados. Estas estruturas foram abandonadas por indústrias que se moveram para os subúrbios.
Nova Iorque possui muitos tipos de museus. O Metropolitan Museum of Art é o maior museu dos Estados Unidos, possuindo mais de dois milhões de obras de arte, que representam culturas dos últimos cinco milênios. Mesmo ocupando quatro quarteirões inteiros, o museu tem espaço suficiente para mostrar apenas uma pequena parcela de suas obras de arte por vez. O The Cloisters é uma seção do Metropolitan dedicada especialmente para a arte europeia da Idade Média e é desenhado como se fosse um monastério medieval.
Muitos museus especializaram-se em obras de arte modernas, como o Museum of Modern Art. em Manhattan e o Guggenheim Museum. O Frick Collection possui coleções de pinturas que datam do século XIV até o século XIX. O American Museum of Natural History é o maior museu de história natural do mundo. Diversos museus menores estão espalhados, muitos deles em universidades e pontos turísticos.

### Esportes
|                                            |  |                                    |
| O Yankee Stadium, casa do New York Yankees |  | Citi Field, casa dos New York Mets |

O esporte mais famoso em Nova Iorque é o beisebol, em contraste com outras grandes cidades americanas, onde o futebol americano possui a preferência. Nova Iorque possui duas equipes ligadas à Major League Baseball: o New York Yankees, membro da Liga Americana e maior vencedor da história da MLB, com 27 títulos, e o New York Mets, membro da Liga Nacional. As partidas entre essas duas equipes são chamadas de "Subway Series" (série do Metrô). Apenas uma vez na história Yankees e Mets se enfrentaram numa Série Mundial. Foi no ano de 2000.
A região metropolitana de Nova Iorque possui ainda três times de basquete (New York Knicks e o Brooklyn Nets, que disputam a NBA, e o New York Liberty, time de basquete feminino da WNBA); três times de hóquei sobre o gelo (New York Rangers, New York Islanders e o New Jersey Devils), dois times de futebol americano (New York Giants e o New York Jets), e dois times de futebol (New York Red Bulls e New York City F.C.; o primeiro joga em Nova Jérsei, o segundo está no estádio dos Yankees no Bronx).
No atletismo Nova Iorque ainda conta com outro evento importante que é a Maratona de Nova Iorque, cujo percurso inclui todas as cinco regiões da cidade. Outro grande evento esportivo anual da cidade é a disputa do US Open, um dos quatro Grand Slam (maiores torneios de tênis do mundo), além da corrida de turfe do Belmont Stakes que a terceira disputa que compõe a Tríplice Coroa.

### Bibliográficas
- Trinity Church Bicentennial Celebration May 5th. 1897. Nova Iorque: J. Pott. 1897
- Allen, Oliver E. (1993). The Tiger – The Rise and Fall of Tammany Hall. Nova Iorque: Addison-Wesley Publishing Company. ISBN 020162463X
- Axelrod, Alan (2011). A Savage Empire: Trappers, Traders, Tribes, and the Wars That Made America. Londres: Macmillan. ISBN 9781429990707
- Belden, E. Porter (1849). New York, Past, Present, and Future: Comprising a History of the City of New York, a Description of its Present Condition, and an Estimate of its Future Increase. Nova Iorque: G.P. Putnam
- Blumstein, Alfred; Wallman, Joel (2005). The Crime Drop in America. Cambridge: Imprensa da Universidade de Cambrígia. ISBN 0521862795
- Bridges, William (1811). Map Of The City Of New York And Island Of Manhattan With Explanatory Remarks And References. Nova Iorque: Biblioteca Pública de Nova York
- Burgess, Anthony (1976). Nova York. Nova Iorque: Little, Brown & Co. ISBN 978-90-6182-266-0
- Carneiro, Maria Luiza Tucci (2007). O anti-semitismo nas Américas: memória e história. São Paulo: EdUSP. ISBN 9788531410505
- Cook, Adrian (1974). The Armies of the Streets: The New York City Draft Riots of 1863. Quentuqui: Imprensa da Universidade de Quentuqui. ISBN 9780813162553
- Cottret, Bernard (2003). La Révolution américaine : La quête du bonheur 1763-1787. Paris: Perin. ISBN 2-262-01821-9
- Federal Writers' Project (1939). The WPA Guide to New York City reedição 1995 ed. Nova Iorque: Imprensa de Nova Iorque. ISBN 978-1-56584-321-9
- Gilbert, Nedda; Review, Princeton (2009). The Best 301 Business Schools 2010 by Princeton Review, Nedda Gilbert. Nova Iorque: Random House Information Group. ISBN 9780375429590
- Gillespie, Angus K (1999). Twin Towers: The Life of New York City's World Trade Center. Nova Jérsei: Imprensa da Universidade Rutgers. ISBN 0783897855
- Mushkat, Jerome (1990). Fernando Wood: A Political Biography. Kent: Kent State University Press. ISBN 9780873384131
- Homberger, Eric (2005). The Historical Atlas of New York City: A Visual Celebration of 400 Years of New York City's History. Nova Iorque: Henry Holt and Company. ISBN 0-8050-7842-8
- Howard, David (2002). Outside Magazine's Urban Adventure New York City. Nova Iorque: W. W. Norton & Company. ISBN 0393322122
- Jackson, Kenneth T.; Dunbar, David S., eds. (2005). Empire City: New York Through the Centuries. Nova Iorque: Imprensa da Universidade de Colúmbia. ISBN 978-0-231-10909-3
- Kaiser, Charles (2007). The Gay Metropolis: The Landmark History of Gay Life in America. Nova Iorque: Grove Press. ISBN 9780802143174
- Karmen, Andrew (2000). New York Murder Mystery: The True Story Behind the Crime Crash of the 1990s. Nova Iorque: Imprensa da Universidade de Nova Iorque. ISBN 0814747175
- Lankevich, George L. (1998). American Metropolis: A History of New York City. Nova Iorque: Imprensa da Universidade de Nova Iorque. ISBN 978-0-8147-5186-2
- Lardner, James; Reppetto, Thomas (2000). NYPD: A City and Its Police. Nova Iorque: Owl Books. ISBN 0805055789
- Lopate, Phillip (2004). Waterfront: A Walk Around Manhattan. Nova Iorque: Imprensa Anchor. ISBN 0385497148
- Lundrigan, Margaret (2004). Staten Island: Isle of the Bay, NY. Grã-Bretanha: Arcadia Publishing. ISBN 0738524433
- Moore, Nathaniel Fish (1876). An Historical Sketch of Columbia College, in the City of New York, 1754–1876. Columbia: Columbia College
- Mushkat, Jerome (1990). Fernando Wood: A Political Biography. Kent: Kent State University Press. ISBN 9780873384131
- Nevins, Allan (1922). The Evening Post: Century of Journalism, Boni and Liveright. Nova Iorque: Boni and Liveright
- Rankin, Rebecca B.; Rodgers; Cleveland (1948). New York: the World's Capital City, Its Development and Contributions to Progress. Nova Iorque: Harper
- Rosenwaike, Ira (1972). Population history of New York City. Siracusa, Nova Iorque: Imprensa da Universidade de Siracusa. ISBN 9780815621553
- Shorto, Russell (2005). The Island at the Center of The World, 1st Edition. Nova Iorque: Vintage Books. ISBN 1-4000-7867-9
- White, E.B. (1949). Here is New York reedição de 2000 ed. Londres: Little Bookroom
- Whitehead, Colson (2003). The Colossus of New York: A City in 13 Parts. Nova Iorque: Doubleday. ISBN 978-0-385-50794-3